# Palais du Parlement de Bretagne
Pour les articles homonymes, voir Parlement de Bretagne et Place du Parlement-de-Bretagne.
Le palais du Parlement de Bretagne, souvent appelé simplement le Parlement de Bretagne, est un bâtiment d'architecture classique construit au XVIIe siècle, situé à Rennes, en Ille-et-Vilaine, et qui fut le siège du Parlement de Bretagne de sa construction jusqu’à sa dissolution par la Révolution française en février 1790, en dehors de son « exil » à Vannes de 1675 à 1689.
L’édifice devient la cour d'appel de Rennes en 1804. Ce monument a été entièrement restauré après l’incendie du 5 février 1994 provoqué par des marins-pêcheurs. Dans des locaux adaptés aux exigences du XXIe siècle, la cour d'appel de Rennes a pu reprendre l’activité qu’elle y déployait depuis près de deux siècles. L'ensemble des autres juridictions a rejoint la cité judiciaire à l'architecture très contemporaine, inaugurée en 1983 dans le quartier de la Tour-d'Auvergne, ou d'autres bâtiments encore.

## Situation et influence urbaine

### Le palais et Rennes aujourd’hui
Le palais du Parlement de Bretagne est situé dans le secteur sauvegardé de la ville de Rennes (Quartier Centre), au nord de la Vilaine.
La façade principale du palais, au sud, donne sur la place du Parlement-de-Bretagne. Il est encadré à l’est par la rue Hoche et au nord et à l’ouest par la rue Salomon-de-Brosse. Son adresse officielle est le 6, place du Parlement-de-Bretagne.
Le Parlement est un des symboles forts de la ville. Il est par exemple repris en 2012 dans le logo de l’office de tourisme de Rennes.

### Historique de l’implantation et conséquences
La construction du bâtiment (1618) est postérieure à l’implantation du Parlement de Bretagne à Rennes (1585). Rennes est à cette époque toujours entouré de ses murs, laissant peu de possibilités pour construire un bâtiment important. Leur démantèlement progressif à partir de 1609 va accélérer les projets urbains, et le chantier du parlement sera alors le moteur de développement de la ville, dans et hors les murs. De nombreux hôtels particuliers seront construits par les parlementaires, amenant à Rennes l'art de la cour de France.
La construction du palais se fait sur le placis saint-François, contre les remparts nord de la ville près de la petite porte Saint-François, entre la porte aux Foulons et la tour Le Bât. Le palais se démarque des autres constructions de la ville, car isolé : dès sa construction, il est possible d’en faire le tour.
Situé à l’emplacement du cimetière de l’hôpital Saint-Jacques, le placis saint-François était de forme irrégulière et occupait le tiers nord de la place actuelle jusqu’à l’incendie municipal de 1720. Cet événement permet à Jacques Gabriel de proposer en 1726 la construction d'une place royale sur un format rectangulaire. Elle est qualifiée de « monumentale » du fait de l’espace dégagé par rapport au reste de la ville.
Hormis les noms de rue, l’implantation du palais et de sa place ne changeront pas. La place est renommée successivement place Louis-le-Grand, place de l’Égalité, place Impériale, place du Palais puis finalement place du Parlement.
À l’ouest et au nord, derrière le parlement, la rue de Paris est devenue la rue de Bordeaux en 1726 puis la rue Salomon de Brosse entre les deux-guerres. La rue Saint-François est devenue la rue Hoche après son percement en 1885.

## Histoire

### Un palais royal pour le Parlement de Bretagne

#### Le besoin et le lieu
L'histoire du palais du Parlement de Bretagne est intimement liée à celle du Parlement de Bretagne. Depuis l'Acte d'Union qui rattacha la Bretagne à la France en 1532, ce parlement régional se déplaçait entre Vannes, Rennes et Nantes. Ce n'est qu'en 1561 que les sessions du Parlement se fixèrent à Rennes.
Le manque de ressources financières et les guerres de religion retardèrent la construction du palais royal et les parlementaires siégèrent pendant 48 ans au couvent des Cordeliers. Ce n'est que lorsque la paix revint, sous le régime d'Henri IV, que de nouveaux fonds furent acquis, des lettres patentes octroyées par le roi en 1609 permettant de lever un nouvel impôt. En 1578, la ville de Rennes est autorisée à lever des impôts en vue de la construction d'un bâtiment pour le parlement, notamment un impôt sur les pots de cidre.
Le choix d'un site pour l'édification du palais du Parlement fut difficile. Les membres du Parlement préféraient être installés intra-muros, tandis que la ville désirait qu'il soit en dehors des murs. Elle proposa comme terrains les jardins de Touriel, situé entre la porte aux Foulons et la porte Saint-Georges, ce qui correspond actuellement à la rue de la Visitation. Par lettres patentes, le roi Henri IV avait donné son accord, mais le Parlement ne céda pas. Le 2 novembre 1613, une commission fut nommée et un an plus tard, le choix fut fait : le palais du Parlement sera construit à la place des jardins situés au sud du couvent Saint-François et des immeubles adjacents à ceux-ci.

#### Plans
Les plans sont d'abord dessinés par l'architecte de la ville Germain Gaultier, associé à Thomas Poussin. Ils présentent un avant-projet en juin 1615, puis deux projets baptisés « grand dessein » et « petit dessein ». Le petit projet est retenu le 29 septembre 1617. Il eut été prévu, d'après les reconstitutions faites en 1979, en façade, de deux pavillons à une seule hauteur d’ouvertures et toit en pointe, reliés par une aile à toiture séparée, avec une implantation générale parfaitement carrée, sans avant-corps. Une commande est faite pour douze colonnes de granit de Cuguen en novembre, et les travaux de terrassement commencent.
Le 14 août 1618, sept jours après l'arrivée de Salomon de Brosse à Rennes, le projet est rejeté par le Duc de Brissac et la commission de parlementaires et de membres de la Communauté de ville. Les plans sont revus par de Brosse, architecte royal ayant notamment travaillé sur le Palais du Luxembourg,. Salomon de Brosse effectue des petits changements sur les travaux de Germain Gaultier : il reprend la façade du palais et les arcades de la cour mais les façades latérales restent identiques aux plans de Gaultier,. Ses plans sont acceptés le 16 août, Gaultier devient alors conducteur des travaux. Le terrassement est achevé en septembre.

#### Chantier
Le 15 septembre 1618, la première pierre est posée.
Germain Gaultier assure alors la direction du chantier. Il doit se rendre à Paris en 1619 et 1620 pour rencontrer l’architecte, revoir les devis et peaufiner les plans. Pour cela la ville lui octroie 200 livres. Les travaux progressent rapidement : le premier étage est atteint au début de 1624, hors de la façade principale, toujours manquante. Germain Gaultier décède alors, accidentellement, sur son chantier.
Jacques Corbineau  est désigné comme son successeur en 1624 par la commission des parlementaires. Il est retenu à Rennes du 25 mars 1624, date de sa désignation au début de l'année 1627, où par défaut de trésorerie le chantier est pratiquement abandonné.
Les travaux sont ensuite interrompus par des problèmes de trésorerie, et une épidémie de peste en 1627 ; ils ne reprennent qu'en 1640 sous la direction de Tugal Caris, maître d'œuvre lavallois, puis par Pierre Corbineau. Le chantier est à nouveau perturbé lors de la fronde parlementaire entre 1648 et 1649 et ce n'est qu'en 1654, que les travaux de gros œuvre sont achevés. Le 11 janvier 1655, la cour et les parlementaires s'y installent ; le doyen des présidents du Parlement, Claude de Marbeuf, prend possession de l'édifice le 16 janvier 1655, mais la réalisation des décorations intérieures est pleinement achevée en 1709.

### Transformations successives duXVIIIesiècleauXXesiècle

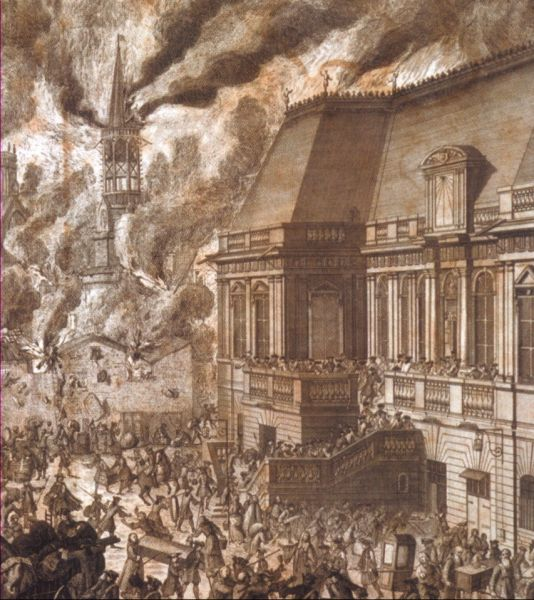
Le palais du Parlement de Bretagne lors de l'incendie de Rennes. Détail d'une estampe du XVIIIe siècle.

En 1720, après le grand incendie de Rennes, le cœur de la ville est reconstruit et le parlement, un des seuls bâtiments à ne pas avoir été détruit par l'incendie, notamment grâce à la mise en place de coupe-feux, se voit attribuer une place royale où trône une statue équestre de Louis XIV, œuvre d'Antoine Coysevox. Le grand escalier qui menait aux étages nobles (le rez-de-chaussée était réservé aux communs et servait entre autres de prison) fut détruit à cette époque car, selon Jacques V Gabriel, l'architecte chargé de la reconstruction de la ville, « le palais doit s'incliner devant la statue de Louis XIV comme les parlementaires devant le roi ». La statue équestre fut détruite durant la Révolution.

Le monument, dans la ville du XVIIIe siècle, offrait certainement un aspect bien différent de ce que l'on voit aujourd'hui. Voici ce qu'écrivait un témoin au début du règne de Louis XVI : 
« Le palais de Juſtice, que les Rennois placent au rang des curioſités de leur ville, eſt d'une ordonnance froide & qui n'a aucun caractère ; il eſt mal couronné. Le (ſoi-diſant) grand Eſcalier eſt petit & mal placé. La Cour de l'intérieur eſt d'un ſombre & d'une mal-propreté dégoûtante : elle eſt occupée par des Tonneliers & des Marchands de vin, qui y vendent en détail : rien n'eſt moins noble aſſurément.

Quelques-unes des Salles ſont d'une belle proportion, boiſées & décorées avec goût : De ce nombre eſt le Parquet civil, & la première Chambre des Enquêtes. Les Plafonds de ces Salles ſont traités en Peinture : celui de la Chambre Criminelle a beaucoup de mérite. On remarquera dans les Salles que nous venons de noter, des Cheminées de marbre enrichies de Bas-reliefs, d'une touche fort eſtimable. »
— De La Roque, 1775

D'autres, vingt ans plus tôt, jugeaient le bâtiment d'un autre œil : 
« Le Parlement passe pour l'édifice le plus régulier d'Europe. Sa magnificence intérieure répond à la dignité des lieux »
— Louis Morérie, 1754

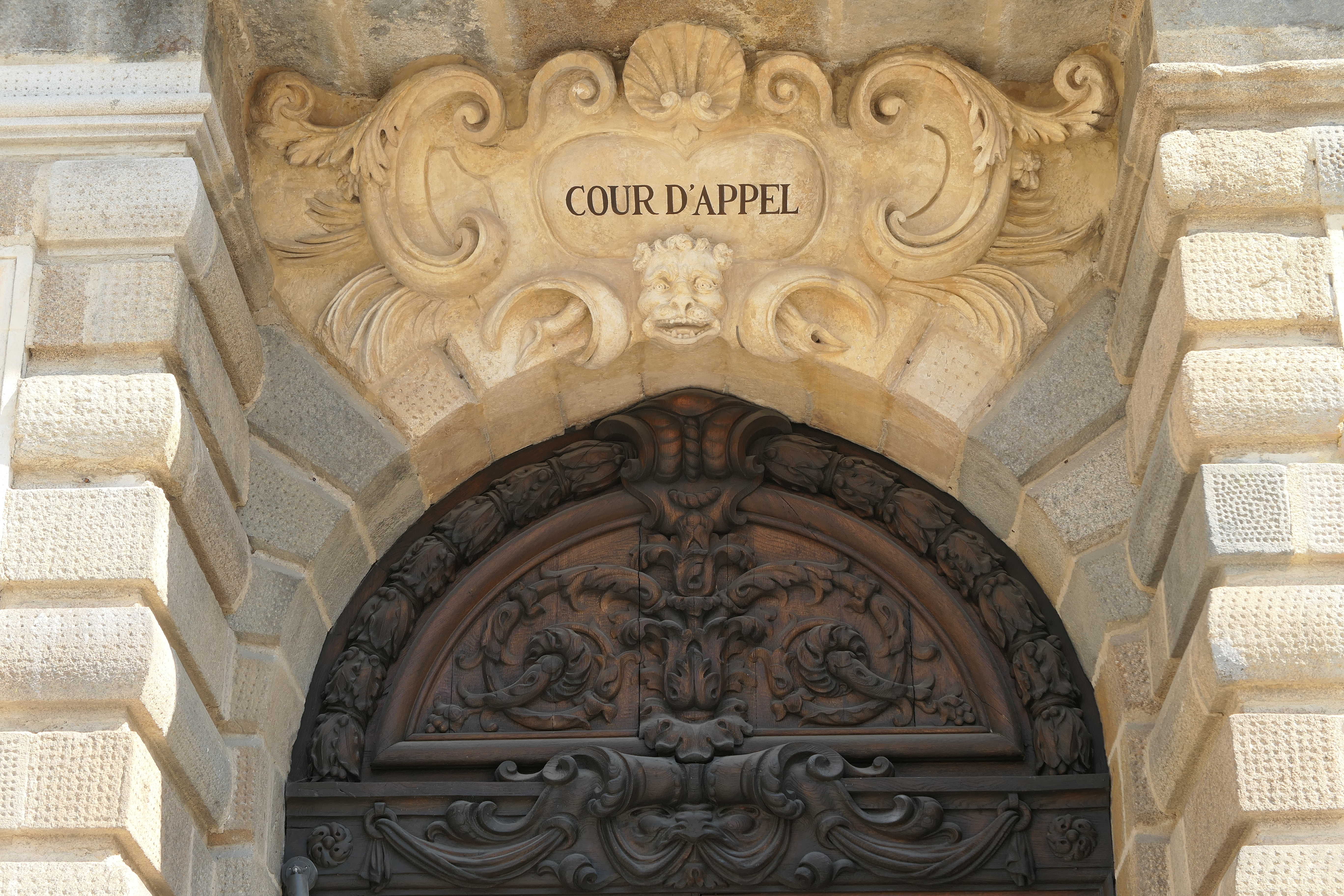
Mention de la cour d'appel sur la porte méridionale.

Durant tout le XIXe siècle, le bâtiment recevra diverses transformations ou restaurations. Sous Louis-Philippe, le palais est adapté à sa fonction de cour d'appel : un mur est ouvert au nord pour permettre l'entrée des fourgons de police par exemple. La décoration intérieure est restaurée durant le second Empire, mais c'est à la fin du XIXe siècle qu'une véritable restauration, dont le but est de retrouver l'aspect initial lors de la construction du palais, est entreprise par l'architecte Jean-Marie Laloy. C'est de cette époque que le Palais est classé au titre des monuments historiques par arrêté du 26 décembre 1883,. C’est alors le premier monument historique de Rennes et un des premiers monuments historiques d'Ille-et-Vilaine.

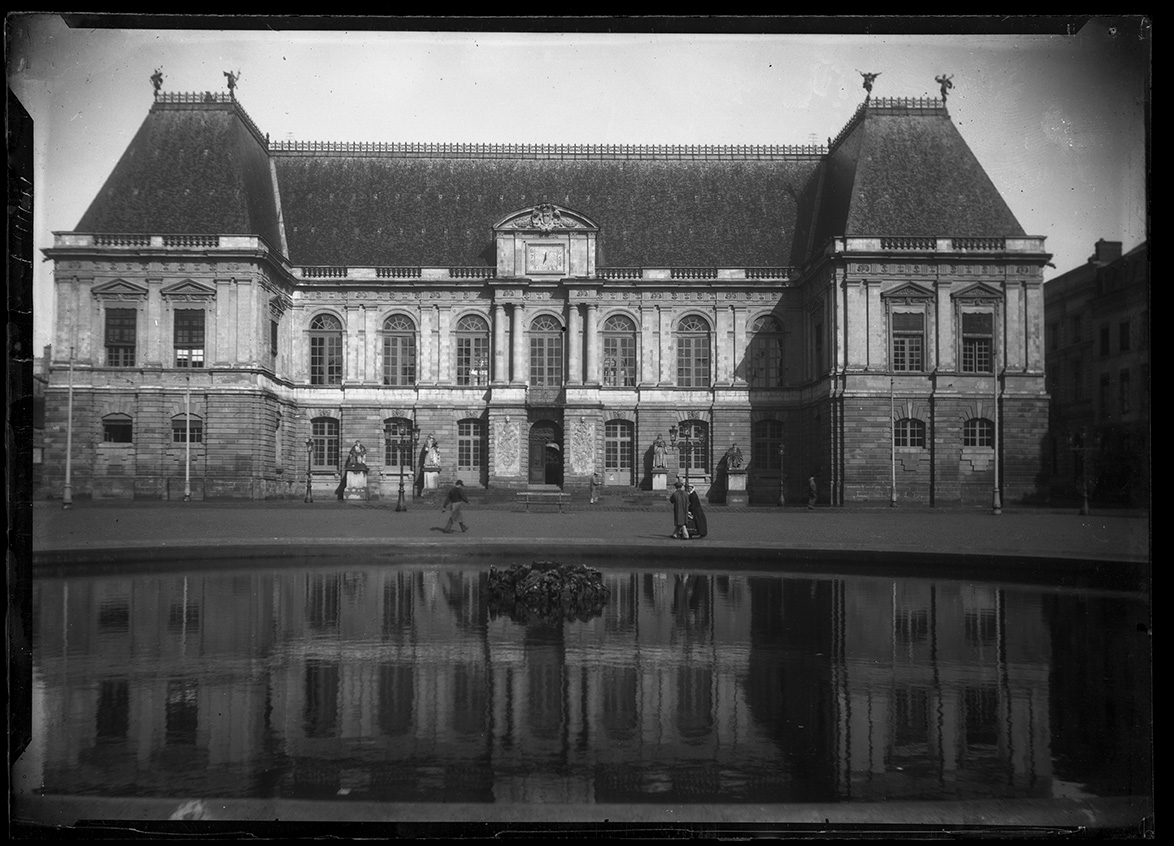
Parlement de Bretagne photographié par Paul Gruyer au début du XXe siècle

Au XXe siècle, une restructuration du palais de justice entraîne de nouveaux travaux : des bureaux supplémentaires sont aménagés au dernier étage en 1970 et dans les années 1980, cette restructuration s'accompagne d'une restauration de cinq ans.

### Incendie de 1994
Le 4 février, une manifestation des marins-pêcheurs dégénère en émeute dans le centre-ville de Rennes. Une fusée éclairante traverse en fin d'après-midi les ardoises du toit et se niche dans la charpente en bois du palais.
Le feu couve et, dans la nuit du 4 au 5 février, entre 0h29 et 2h12, le feu détruit partiellement le palais, mobilisant l’intégralité des effectifs de sapeurs-pompiers du district de Rennes, ainsi que des renforts venus de Nantes et Angers. L’incendie est perçu à dix kilomètres à la ronde.
Durant l’incendie, la toiture en feu s'effondre sur le premier étage, plusieurs salles sont très gravement endommagées et des milliers de documents sont détruits. Grâce à l’intervention des pompiers et des architectes des monuments historiques, la plupart des œuvres et tapisseries seront sauvées.

### Reconstruction
En novembre 1994, la décision est prise de reconstruire le bâtiment à l'identique et les travaux débutent deux ans plus tard. La restauration du palais dura trois ans et coûta 35 millions d'euros. Selon une autre source, le montant des travaux se monte au total à 54,88 millions d'euros, découpé de la façon suivante :
- Restauration et reconstruction du bâtiment : 19,82 millions d'euros
- Restauration à l'identique des salles : 19,82 millions d'euros
- Réaménagement de la cour d'appel : 15,24 millions d'euros

## Structure et architecture

### Composition générale
Le palais du Parlement de Bretagne est un lieu hautement symbolique de la justice et de l'union de la Bretagne à la France.
L'édifice est un palais constitué par quatre corps de bâtiments (deux grands corps de logis latéraux et deux corps de logis transversaux) reliés par quatre pavillons d'angle formant une cour intérieure. 
La circulation se fait en galerie autour de la cour intérieure, construite en brique et tuffeau. Originellement, un grand escalier permettait aux parlementaires d'accéder immédiatement à l'étage noble sans passer par le rez-de-chaussée, qui servait avant tout de prison.

### Extérieur

#### Façade
La façade « présente un corps de bâtiment rectangulaire de sept travées encadré de deux pavillons saillants. Un soubassement de granit à bossages vermiculés, percé de fenêtres à linteaux appareillés, légèrement curvilignes, supporte un étage bâti en calcaire orné de pilastres doriques, groupés par paire, entre lesquels s'ouvrent de hautes baies en plein cintre. Une frise classique souligne la corniche surmontée d'une balustrade. Le centre de la composition est marqué par une porte flanquée de tableaux sculptés en bas-relief. Au-dessus de la porte, une fenêtre analogue aux autres baies de l'étage est encadrée non par des pilastres mais par deux colonnes en saillie. Plus haut encore, la balustrade s'interrompt pour faire place à un tympan, orné d'un cadran solaire et couronné d'un fronton arrondi. Ce tympan se découpe sur le grand comble d'ardoise à forte pente, dont l'horizontalité est accentuée par l'absence de toute saillie. Les pavillons latéraux reproduisent les dispositions d'ensemble ; toutefois, les fenêtres à plate-bande, plus rapprochées, sont surmontées de frontons triangulaires ».
Les trumeaux de part et d'autre de la porte principale sont ornés de panneaux sculptés en pierre blanche. Ces panneaux n’ont été sculptés qu’en 1867 selon le devis de Jacques Gabriel. Les deux panneaux ont une composition identique : une mufle de lion mord un anneau auquel est accroché un ruban portant de nombreux attributs liés à la Justice et à la Loi.
De part et d’autre de l’entrée étaient disposées quatre statues représentant quatre hommes de loi bretons. D’ouest en est, on trouvait : le juriste et historien breton Bertrand d'Argentré (1519-1590) assis sculpté par François Lanno, l’avocat puis procureur général du Parlement Louis-René Caradeuc de La Chalotais (1701-1785) debout par Étienne-Édouard Suc, l’avocat rennais puis parisien Pierre-Jean-Baptiste Gerbier (1725-1788) debout par Dominique Molknecht, et enfin le jurisconsulte Charles Bonaventure Marie Toullier (1752-1835) assis par Julien Gourdel. Installées en 1843, ces statues ont disparu en 1960 lors de travaux de rénovation,. Selon différents témoignages concordants, elles auraient été volontairement détruites lors du chantier.
L’entrée est surmontée d’un balcon encadré de colonnes géminées, lui-même surmonté d’un cadran solaire en attique avec pilastres géminés. Un fronton cintré coiffe le tout, avec un tympan comprenant le blason du Royaume de France (d’azur à trois fleurs de lis d’or avec la couronne royale et le collier de l’ordre de Saint-Michel pour ornements extérieurs) encadré par deux guirlandes de chêne et de rubans.
La frise du premier étage alterne triglyphes et métopes ; ces dernières portent alternativement l’hermine bretonne, le chiffre de Louis XIV à deux ℒ affrontés et entrelacés couronnés, et la balance de la Justice.

Éléments de décor de la façade.
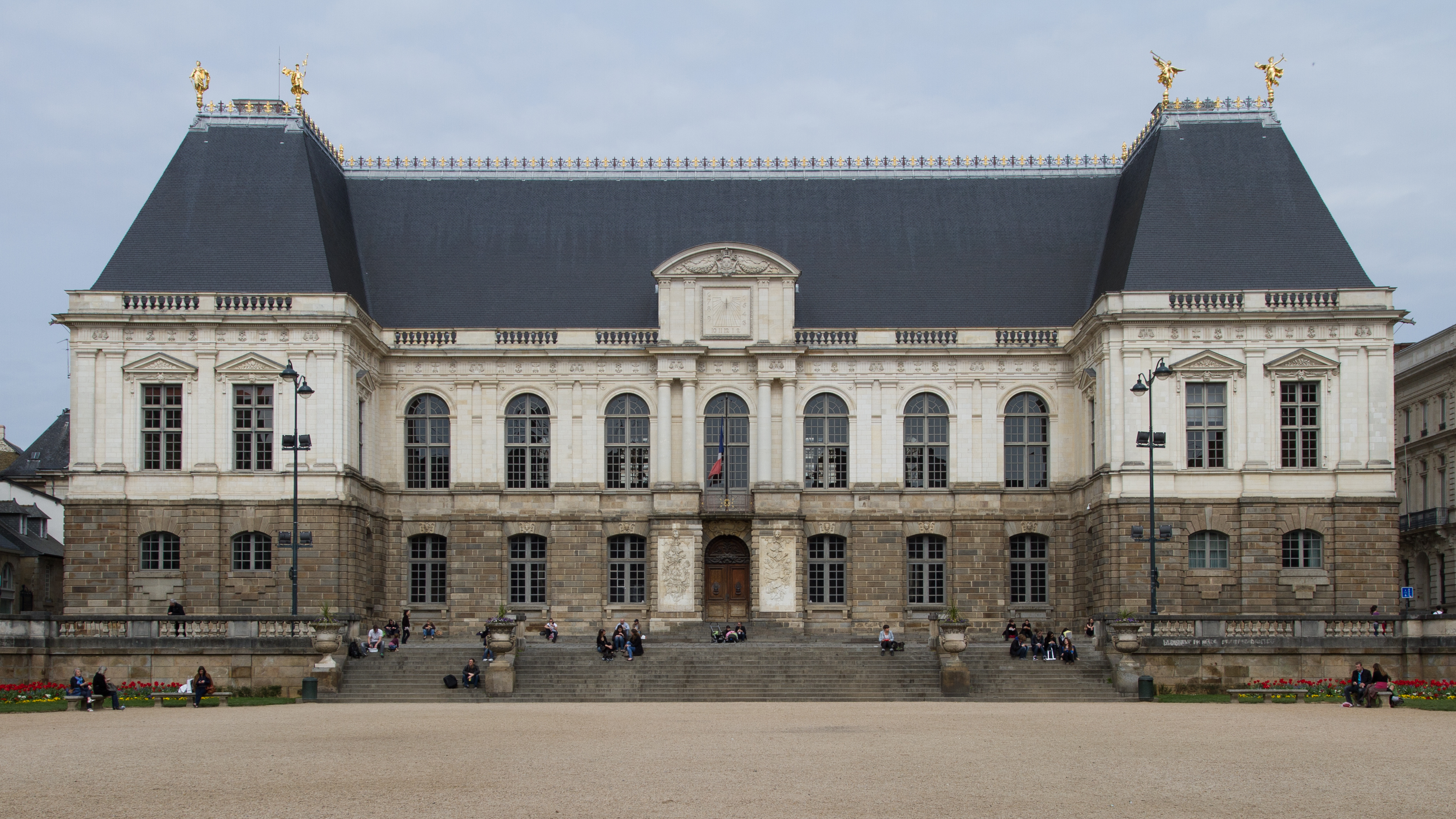
Façade sud, donnant sur la place du Parlement-de-Bretagne.
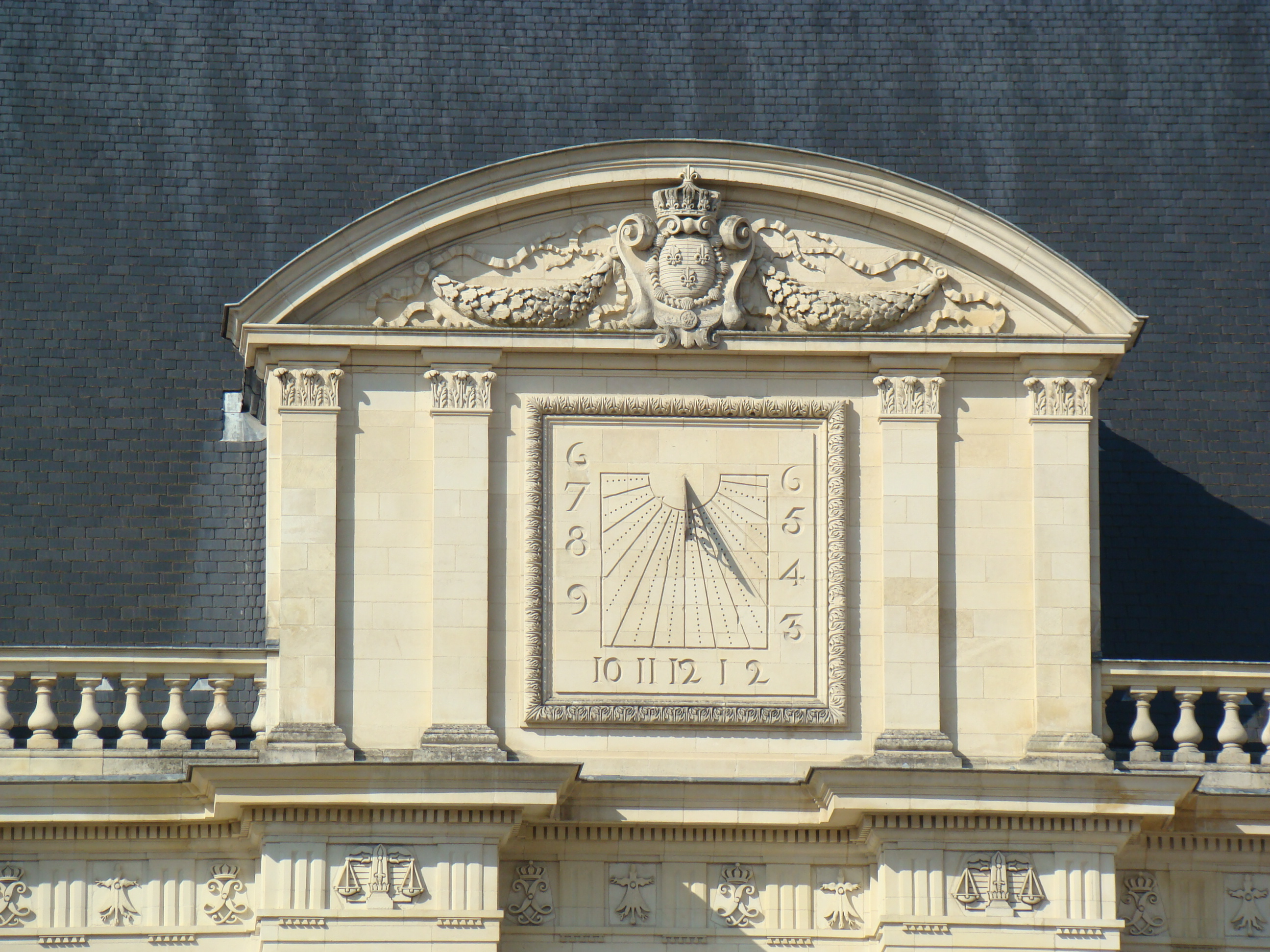
Cadran solaire au-dessus de l'entrée.
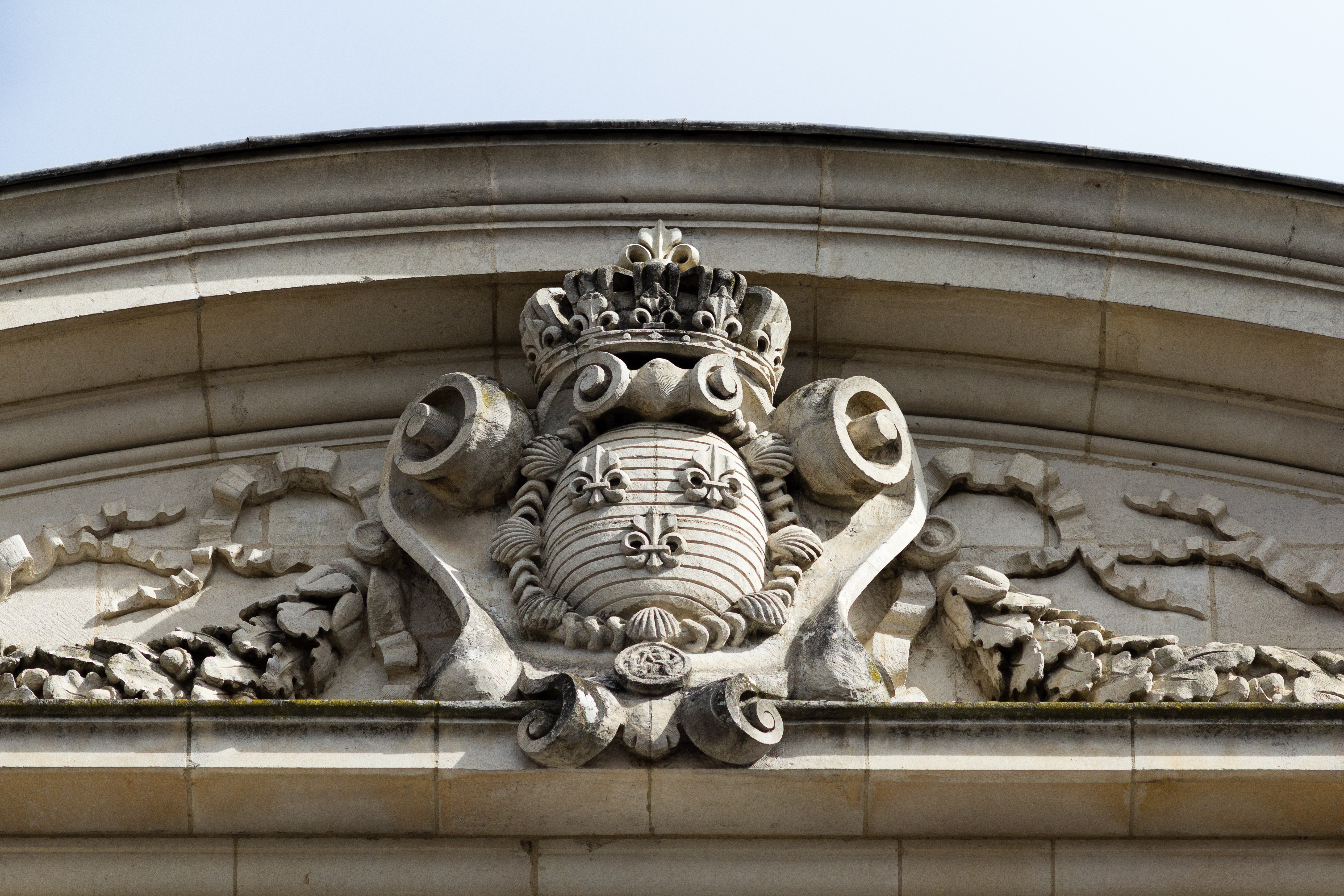
Armoiries du Royaume de France au-dessus du cadran solaire.
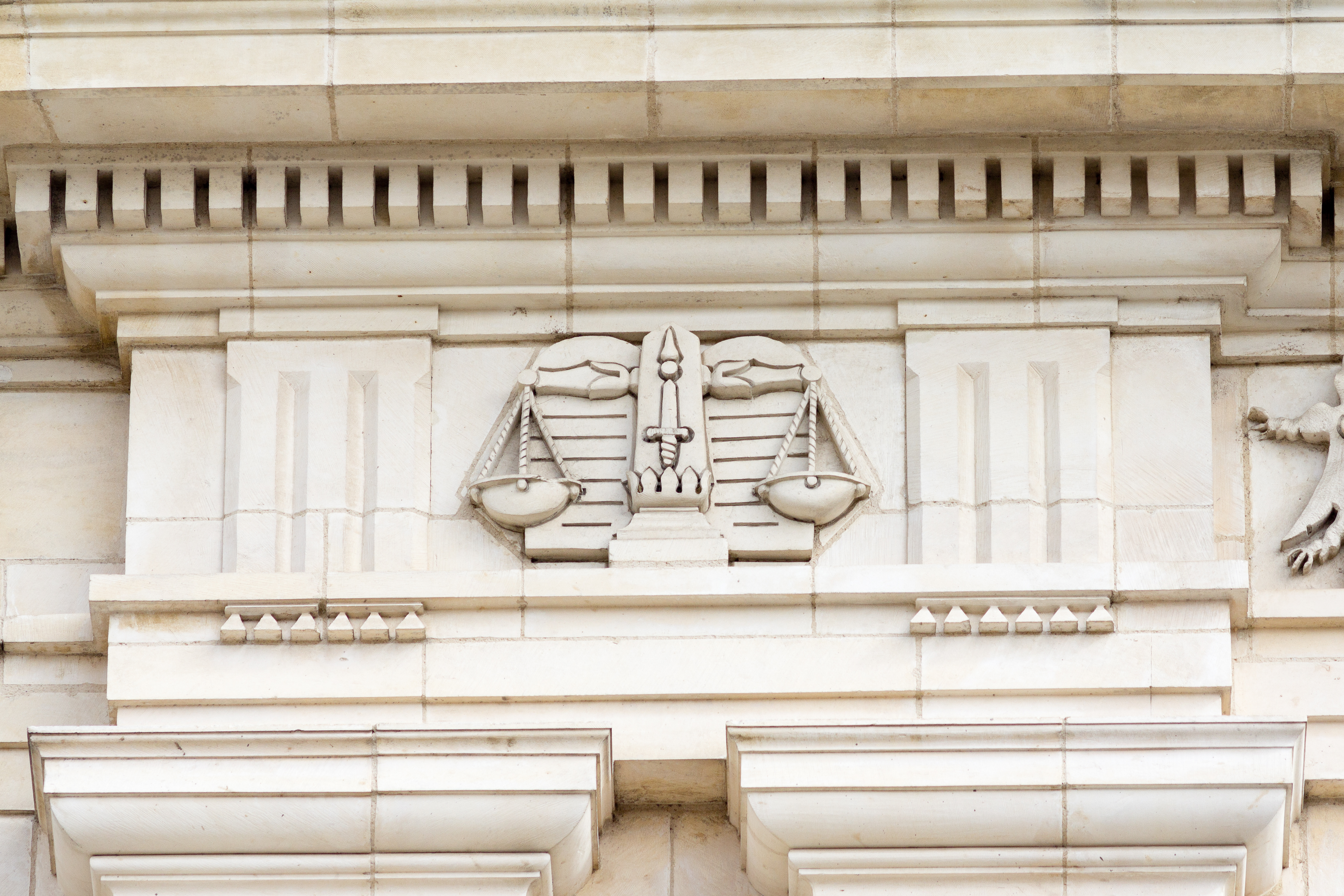
Symboles de la Justice sur la frise.
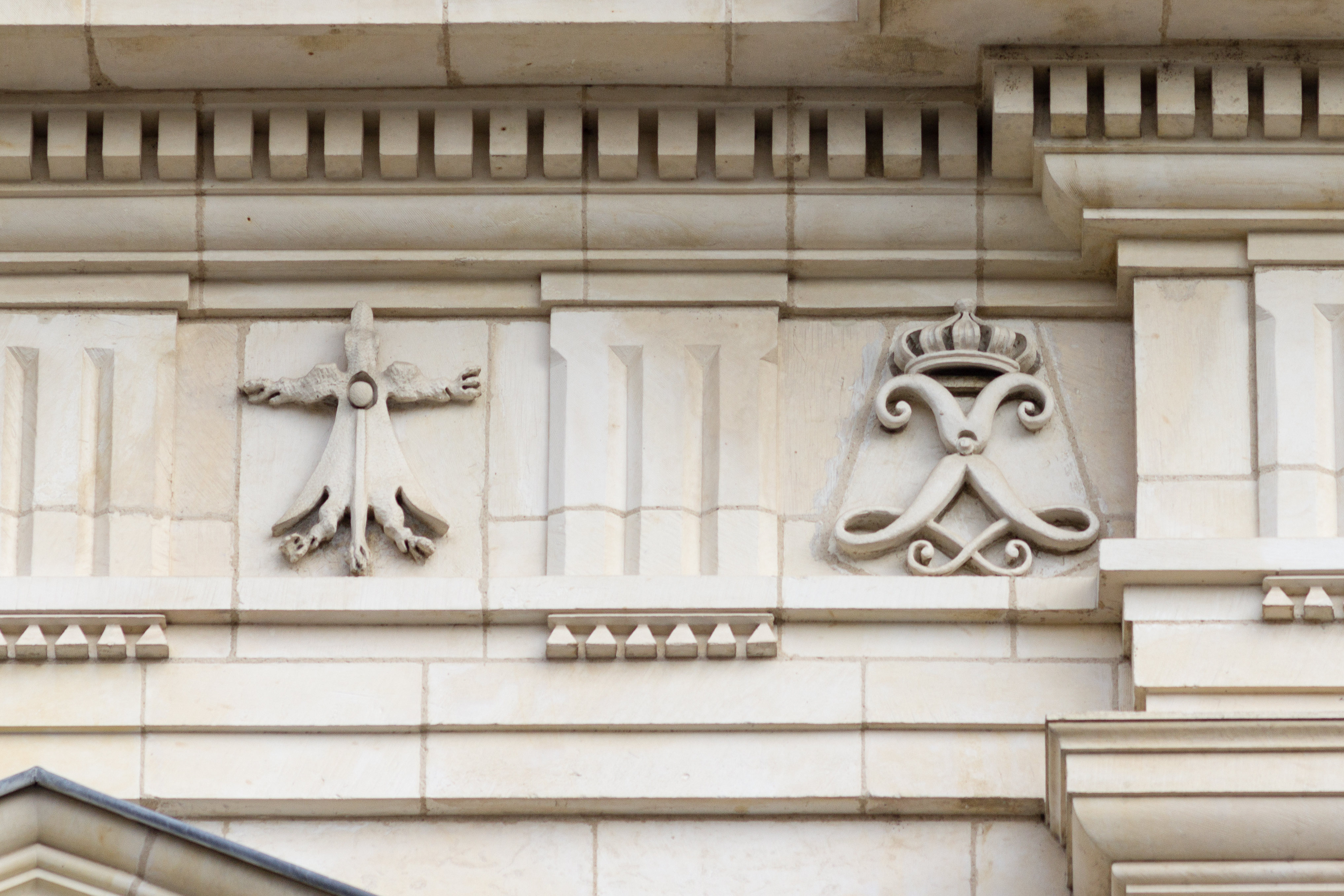
Symboles de la Bretagne et de Louis XIV.
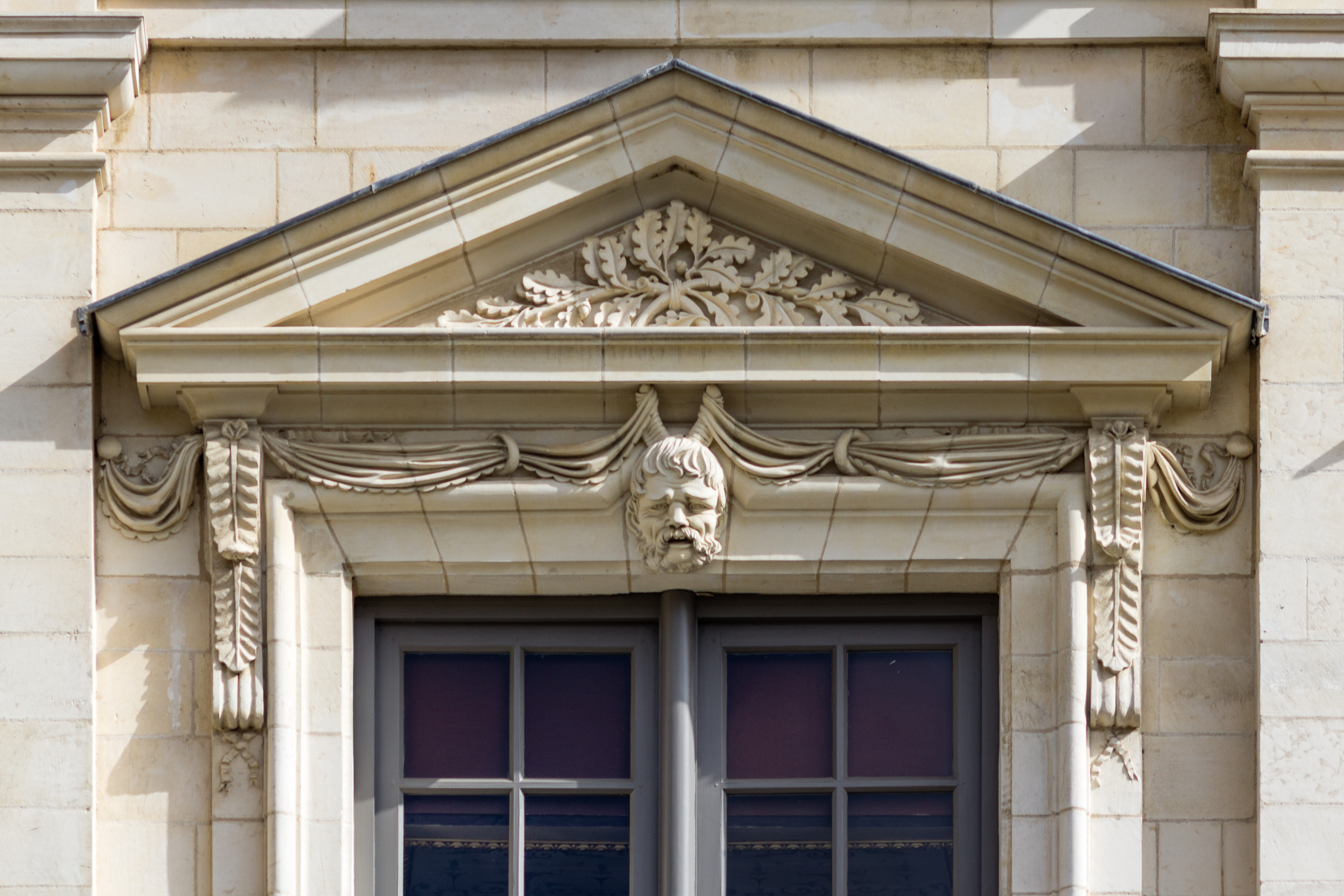
Fronton d'une fenêtre du premier étage.
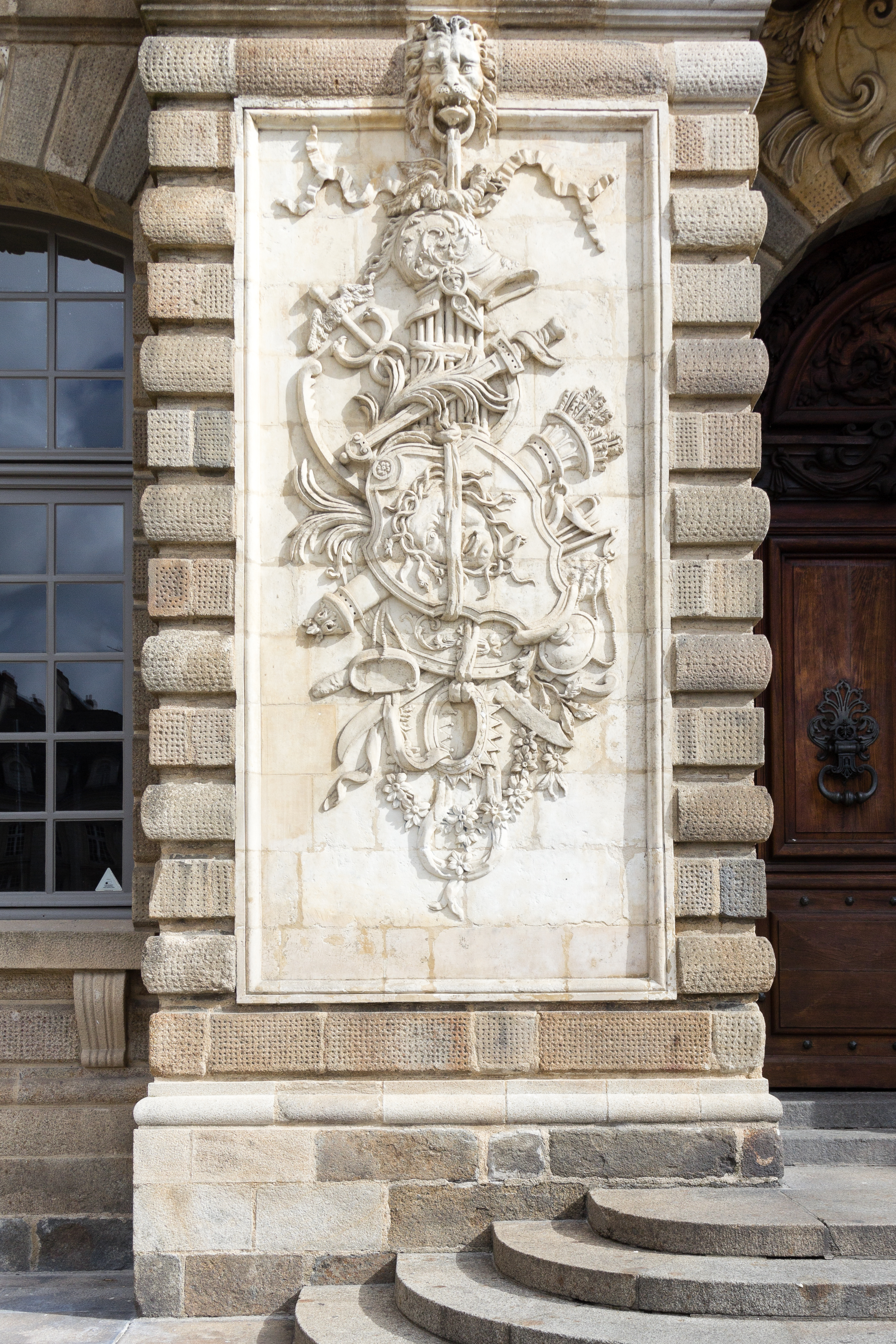
Bas-relief symbolisant la Justice à gauche de la porte.
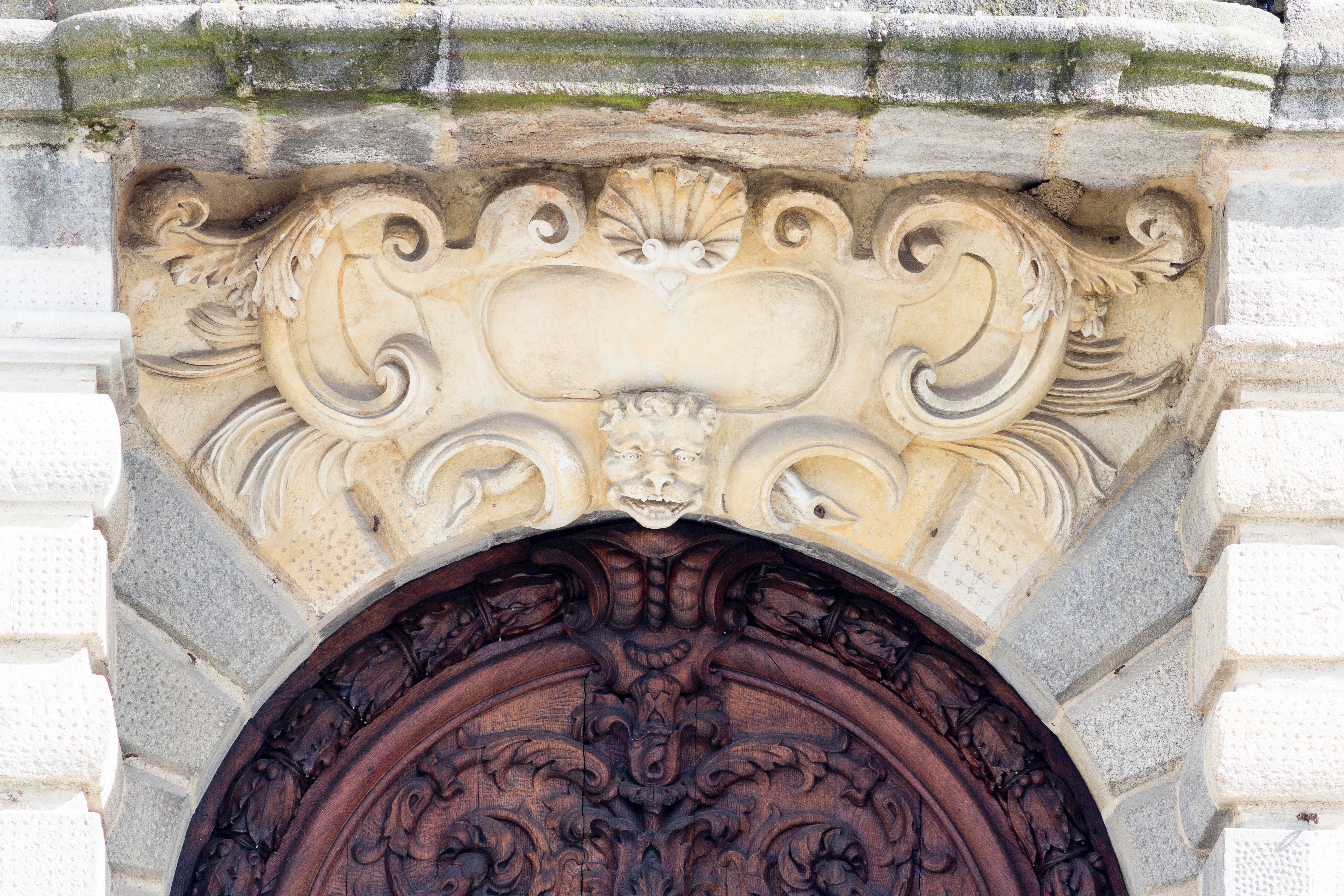
Tympan de la porte.
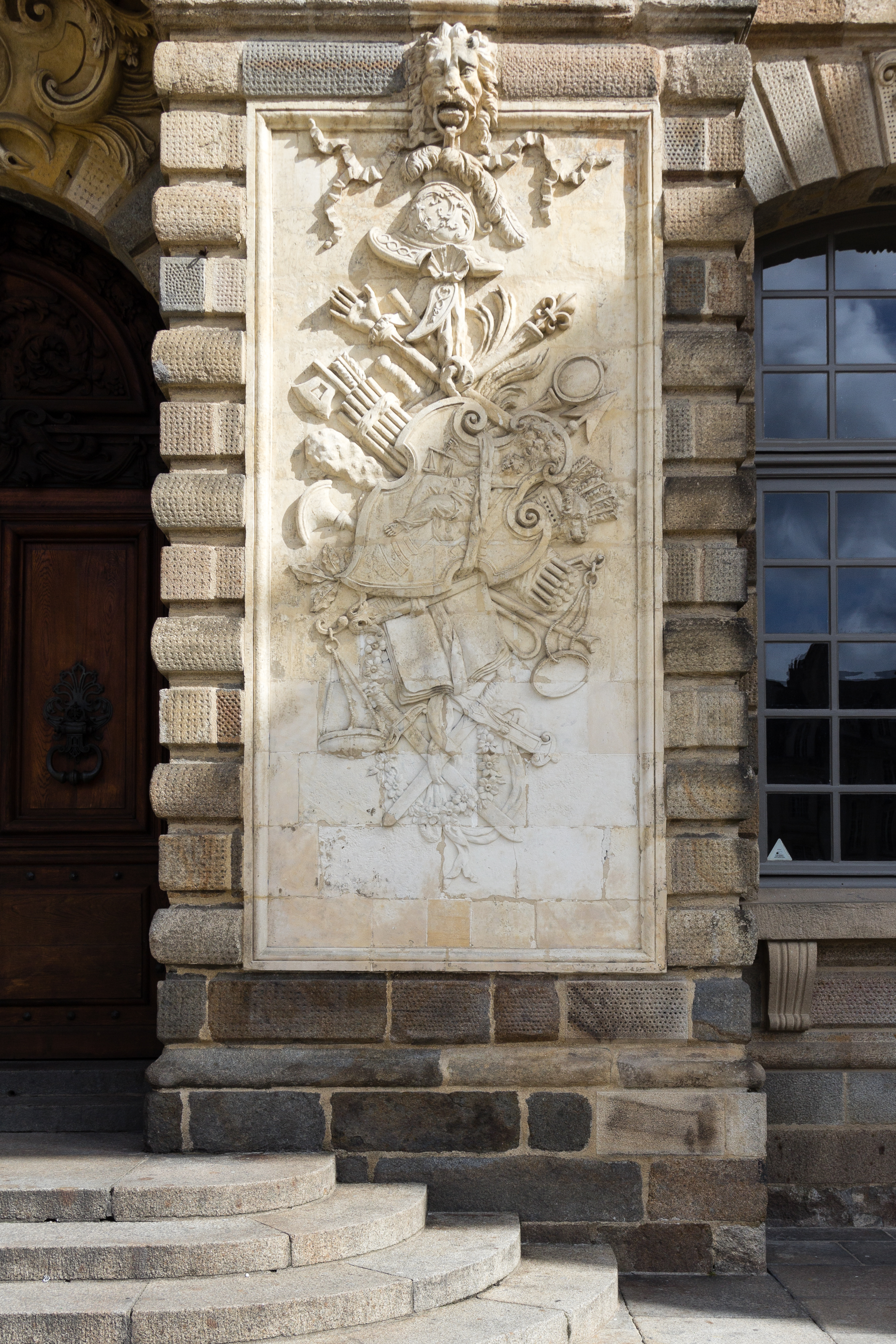
Bas-relief symbolisant la Justice à droite de la porte.
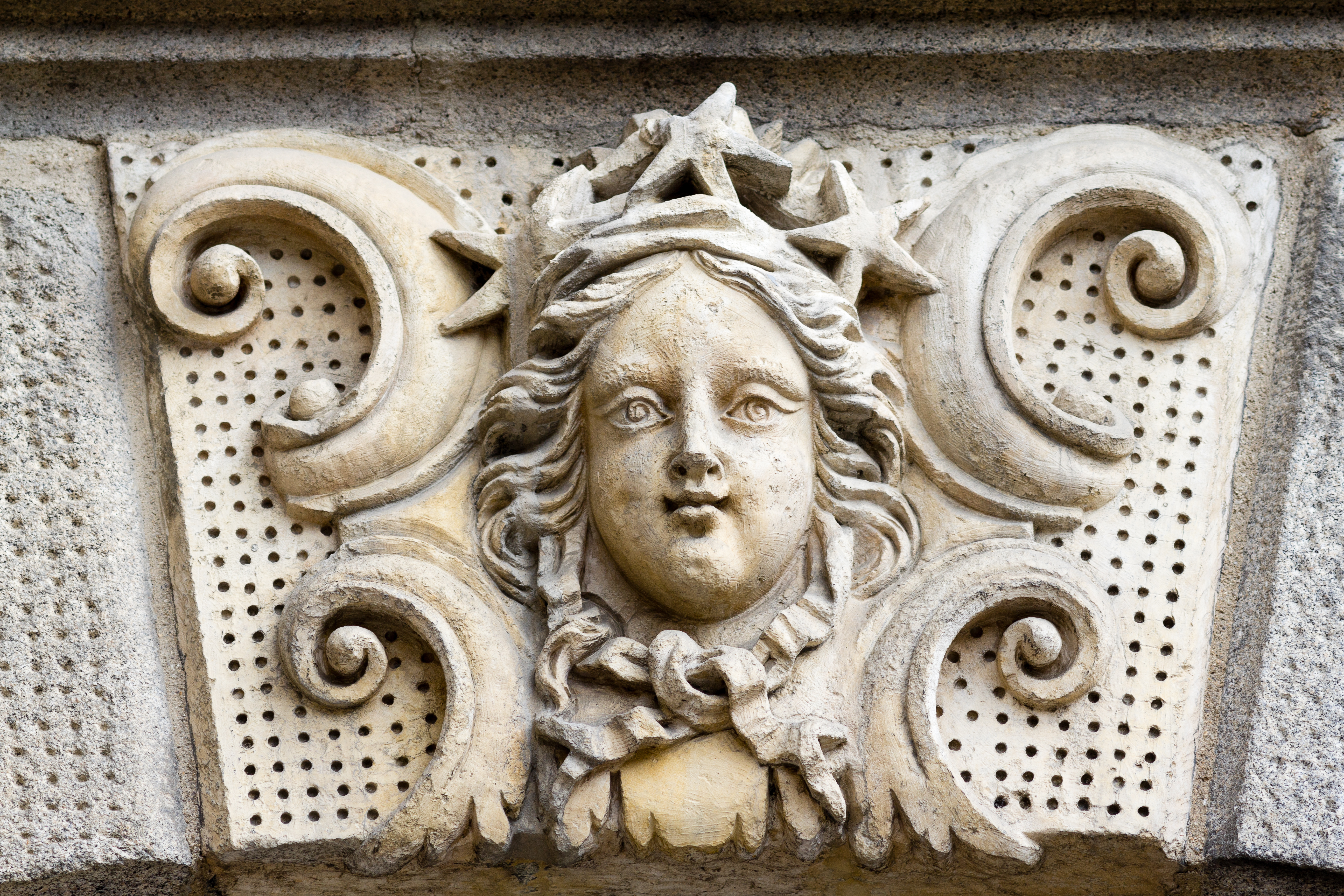
Mascaron d'une fenêtre du rez-de-chaussée.

#### Toit
Le toit, de forte pente, est couvert d'ardoises. Il est orné d'une balustrade à sa base et d'une grande galerie de faîtage en plomb. Cette galerie, avec l'alternance des emblèmes bretons (l'hermine, cuivrée) et français (la fleur de lys, dorée), symbolise l'union de la Bretagne à la France. La charpente était à deux niveaux avant l'incendie de 1994, on la surnommait « la forêt ». Depuis la restauration consécutive, c'est une charpente métallique qui couvre l'édifice.
Quatre statues dorées d’1,7 m sont installées aux extrémités des crêtes de faîtage de la façade par Jean-Marie Laloy en 1881. Elles représentent, d'ouest en est, la Loi, la Force, l'Éloquence et la Justice.

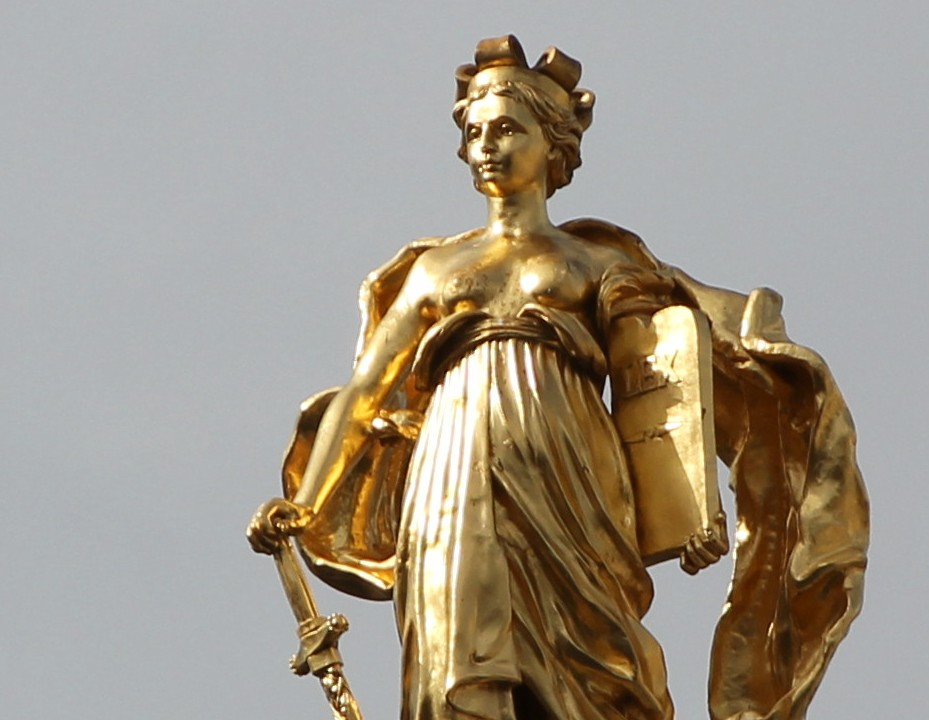
La Loi
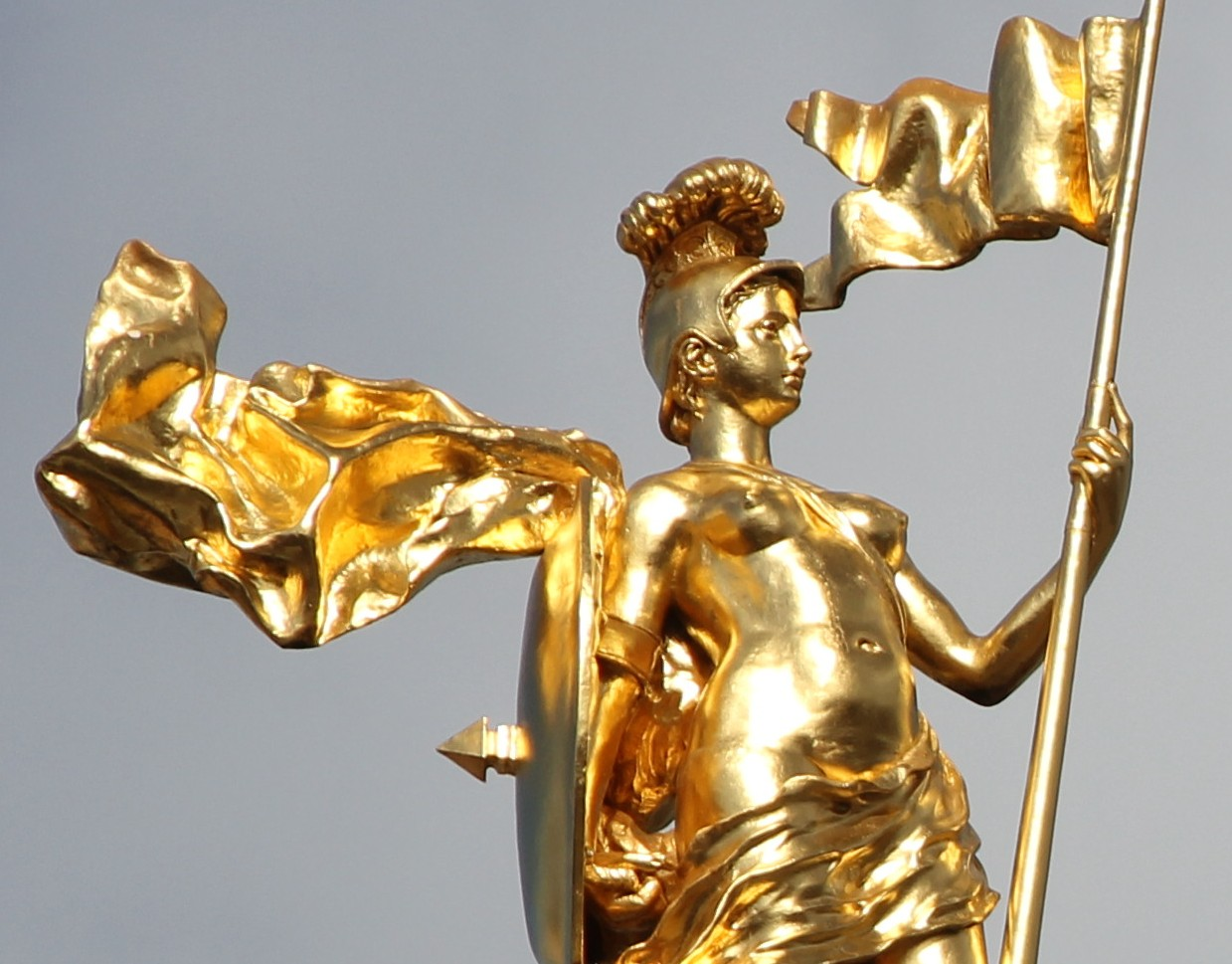
La Force
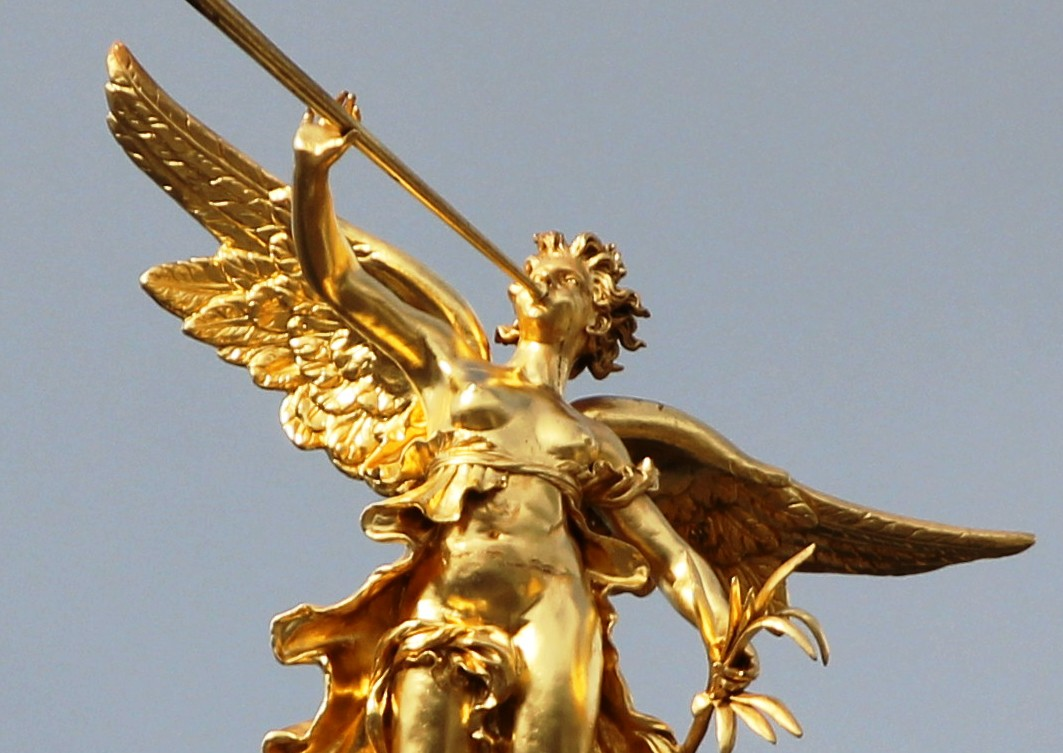
L'Éloquence
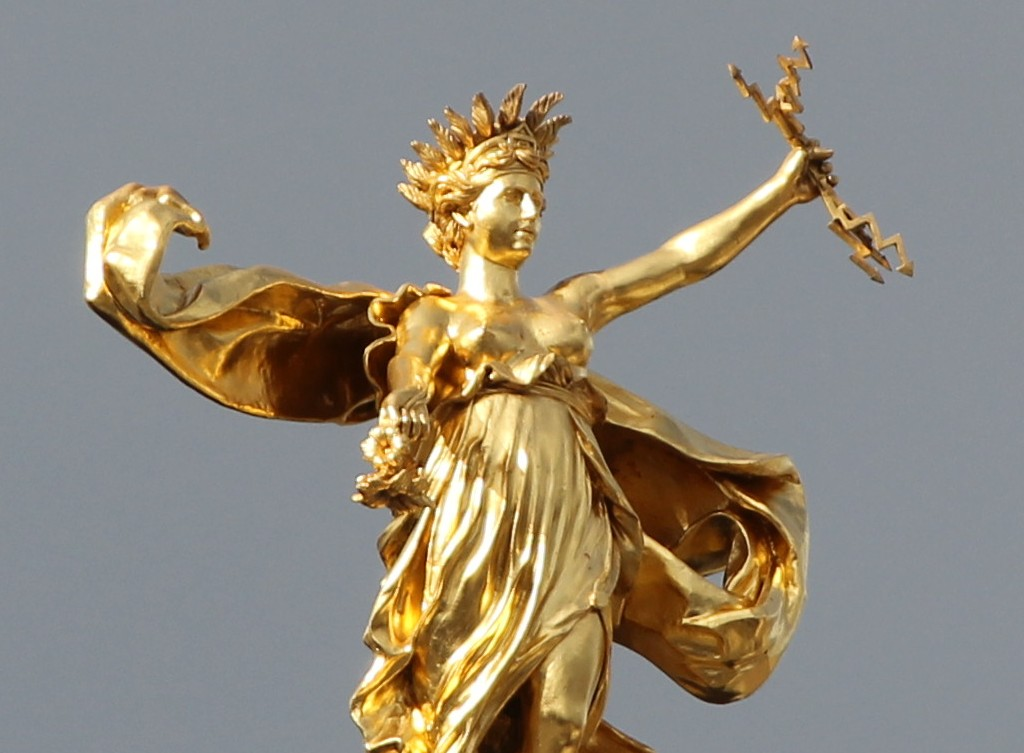
La Justice

### Cour intérieure

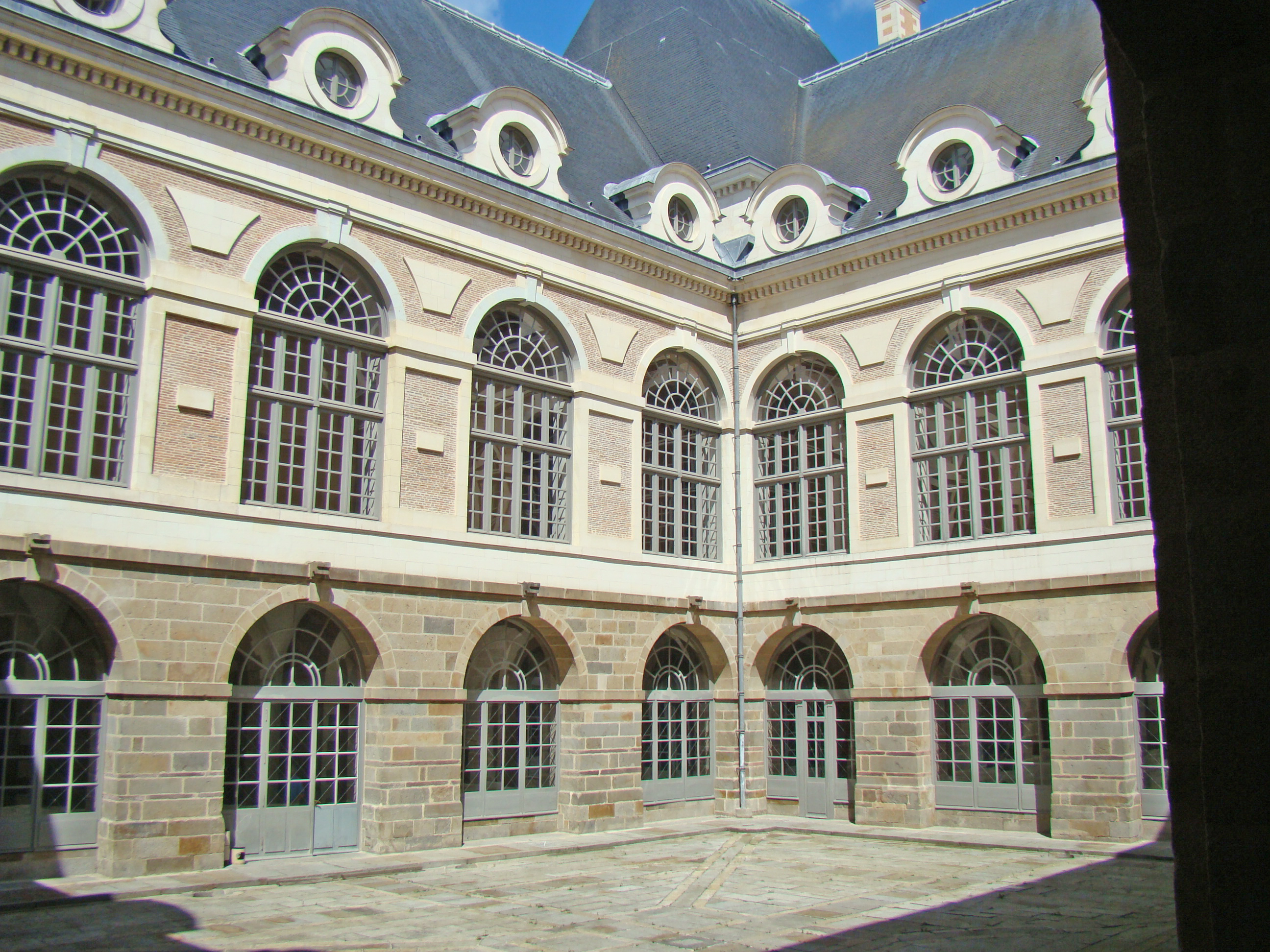
Cour intérieure du palais.

C’est autour de cette cour rectangulaire que sont disposées les quatre ailes du bâtiment. Le rez-de-chaussée est constitué de dix-huit arcades de granit et la galerie du second étage de brique et de pierres blanches.
C’est là qu’en 1726, Gabriel reportera l’escalier principal. Avant cela, la cour était carrée.
Dès 1720 et jusqu’en 1839, on trouvait deux bâtiments dans les angles nord de la cour. Enfin, elle abritait un puits jusqu’au début du XXe siècle.

### Intérieur

#### Rez-de-chaussée
Le rez-de-chaussée servant de prison et pour les tâches administratives, il ne fut pas décoré. Les cachots se trouvaient côté nord et le promenoir côté sud (actuelle entrée).
Les salles les plus ouvragées se trouvent à l'étage.

##### Escalier Gabriel
À l’origine, un escalier se trouvait en façade et donnait sur un terrasse faisant face à la place. On accède aujourd’hui à l'étage par la cour intérieure. Cet escalier couvert à double rampe, construit par Gabriel, conduit de la salle des gros piliers à la salle des procureurs.

#### Premier étage

##### Salle des pas-perdus
La salle des pas-perdus a été entièrement refaite à la suite de l'incendie de 1994 : elle se trouvait juste en dessous du foyer. On y accède par une porte monumentale représentant la Justice et la Force. C’est originellement une salle d'attente et n’est actuellement plus qu’un lieu de passage vers les autres pièces ou parties du palais. C’est une très grande pièce de 36,60 mètres de long pour 12,80 mètres de large.
La voûte formant le plafond culmine à treize mètres de haut et repose sur des pieds de sept mètres surmontés d’une corniche corinthienne. Au centre du plafond, une représentation des armoiries du royaume de France et de la Bretagne encadrés par dix génies et les symboles du Saint-Esprit symbolise à nouveau l’union de la Bretagne à la France.

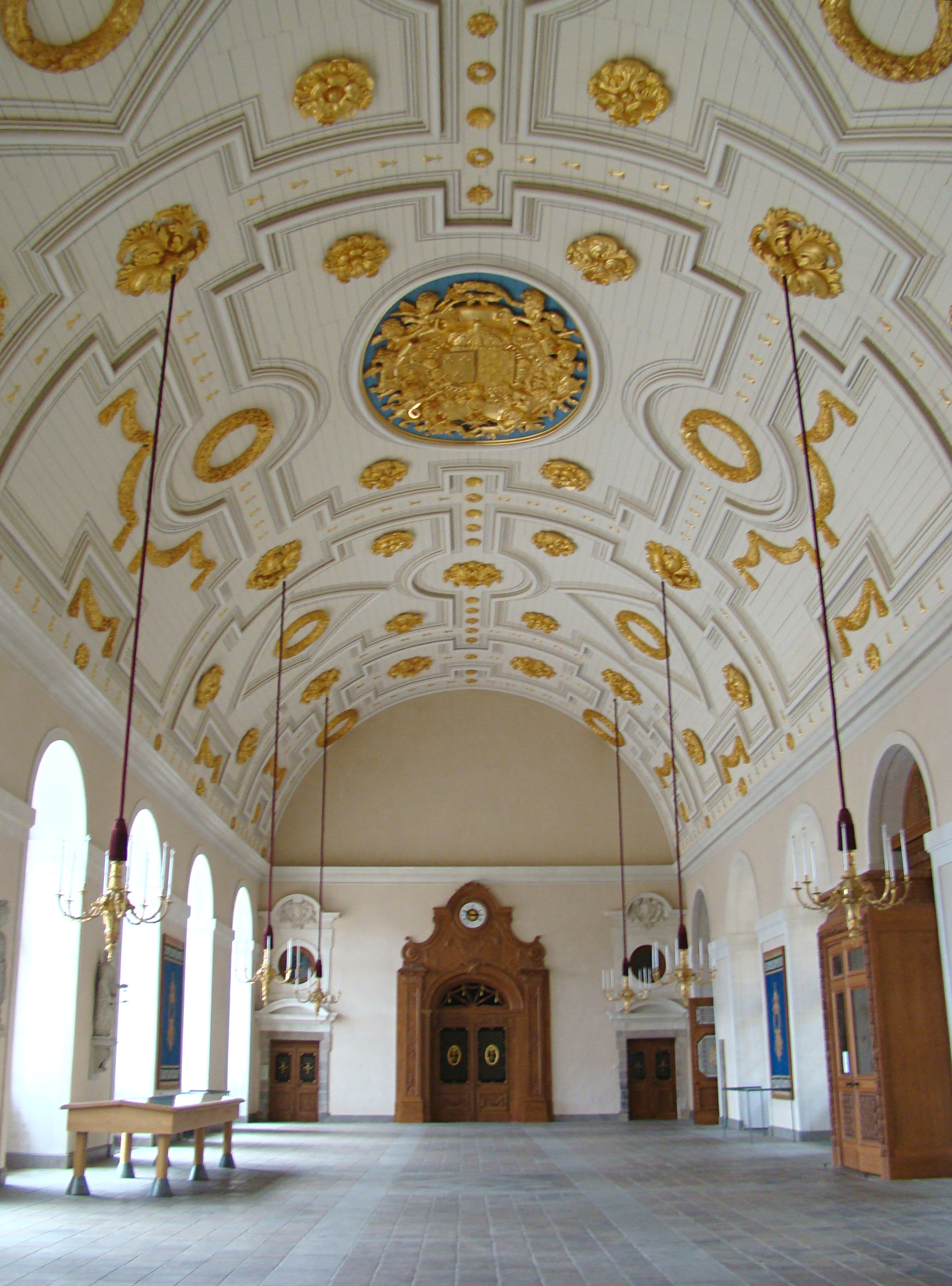
La Salle des pas-perdus.
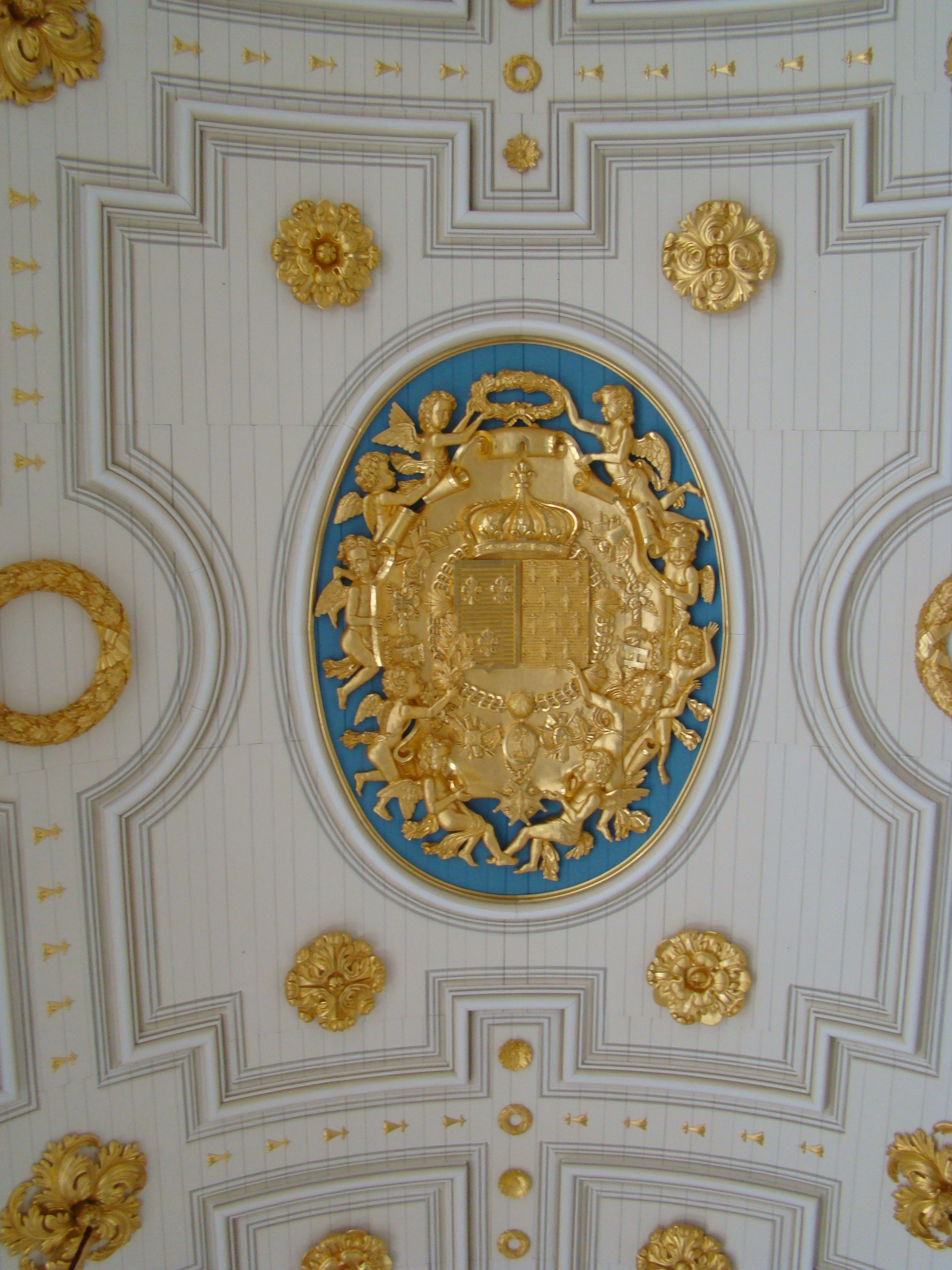
Détail du médaillon central.

« L’intérieur du Parlement est assez bien décoré ; mais, ce me semble, avec trop d’uniformité. Ce sont partout des lambris peints en blanc, relevés de moulures dorées. »

— Jacques-Henri Bernardin de Saint-Pierre, Voyage à l’Ile de France

##### Grand’Chambre

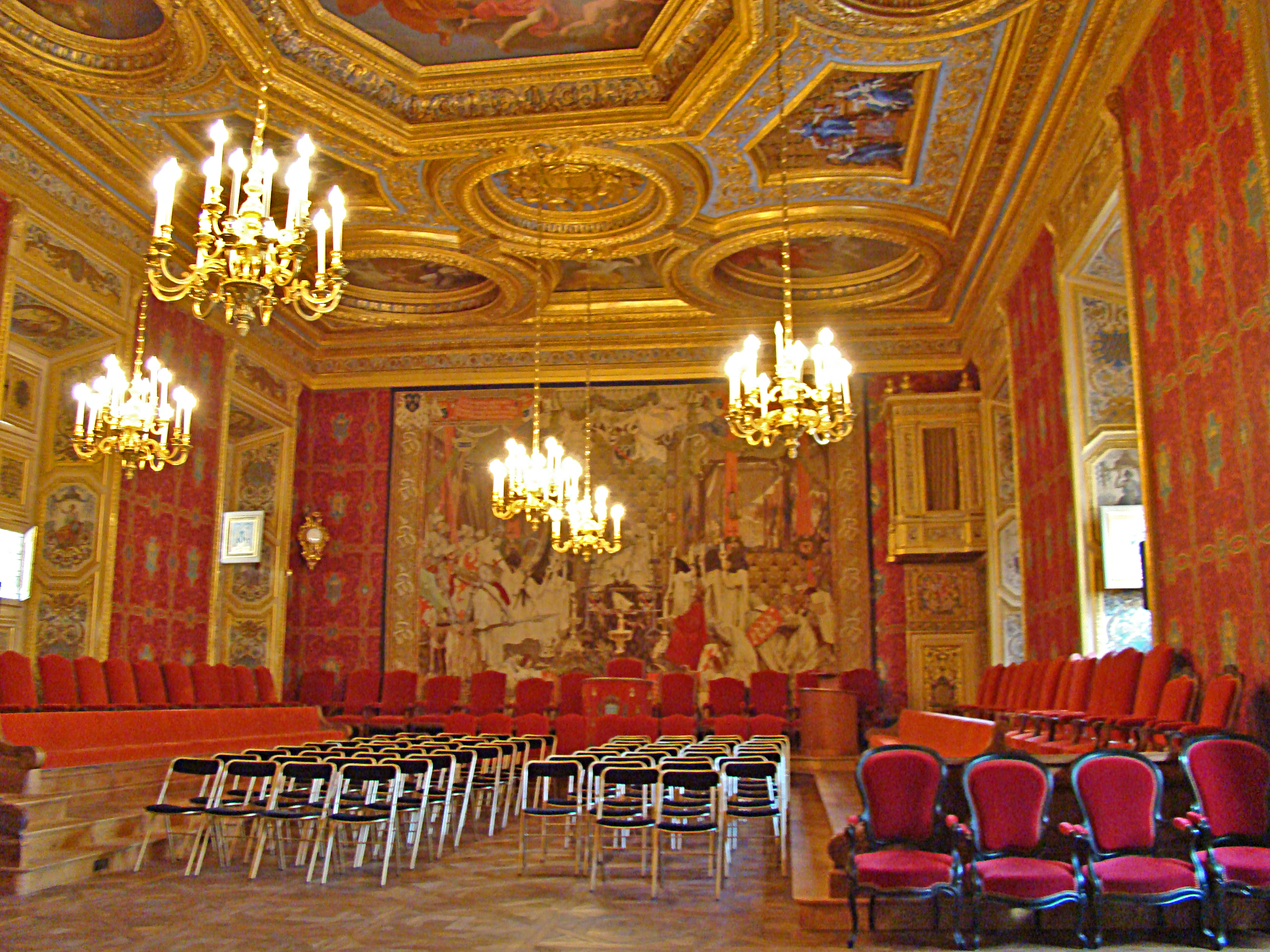
La Grand'Chambre.

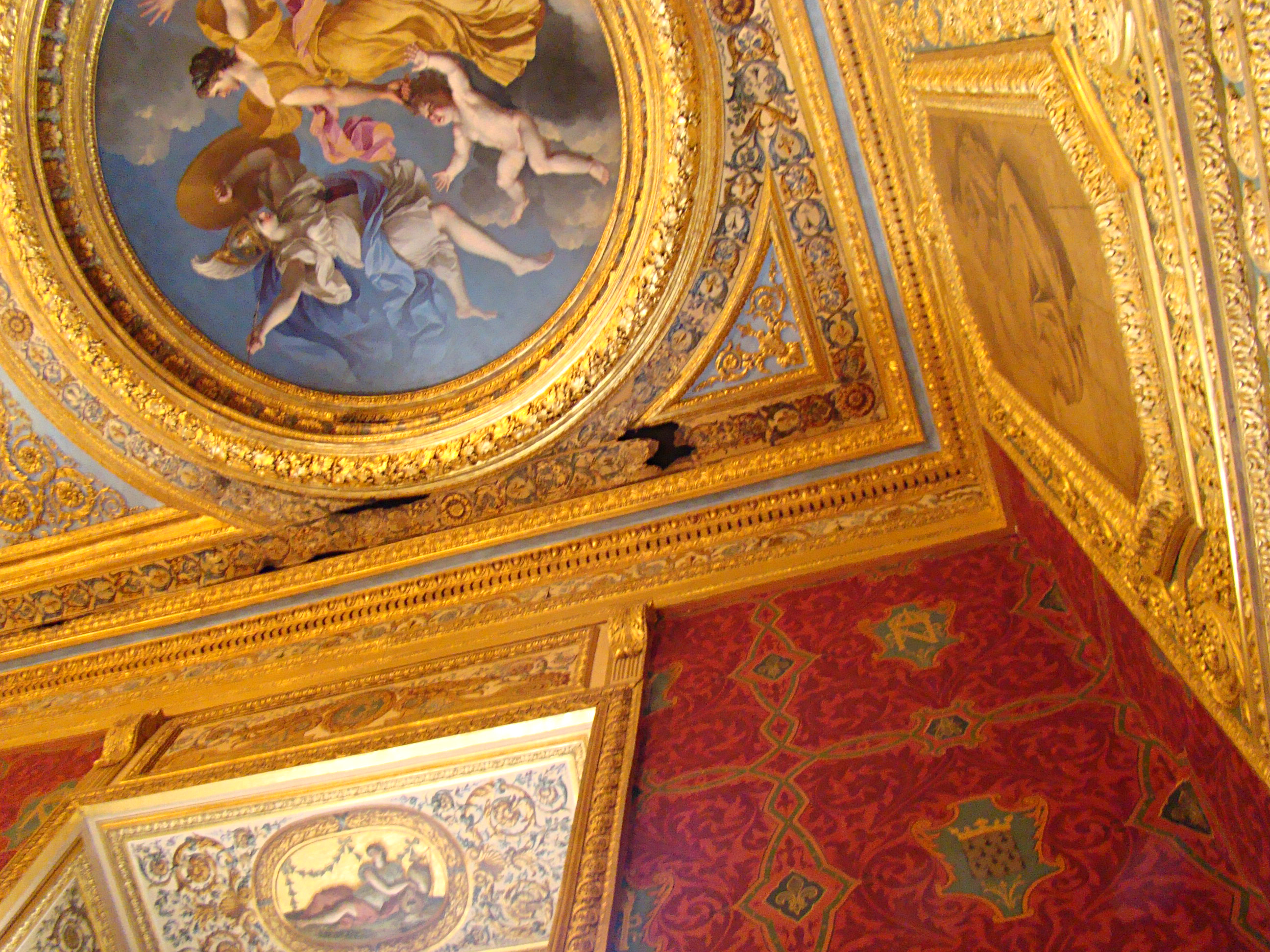
Traces laissées volontairement par les restaurateurs en mémoire de l'incendie.

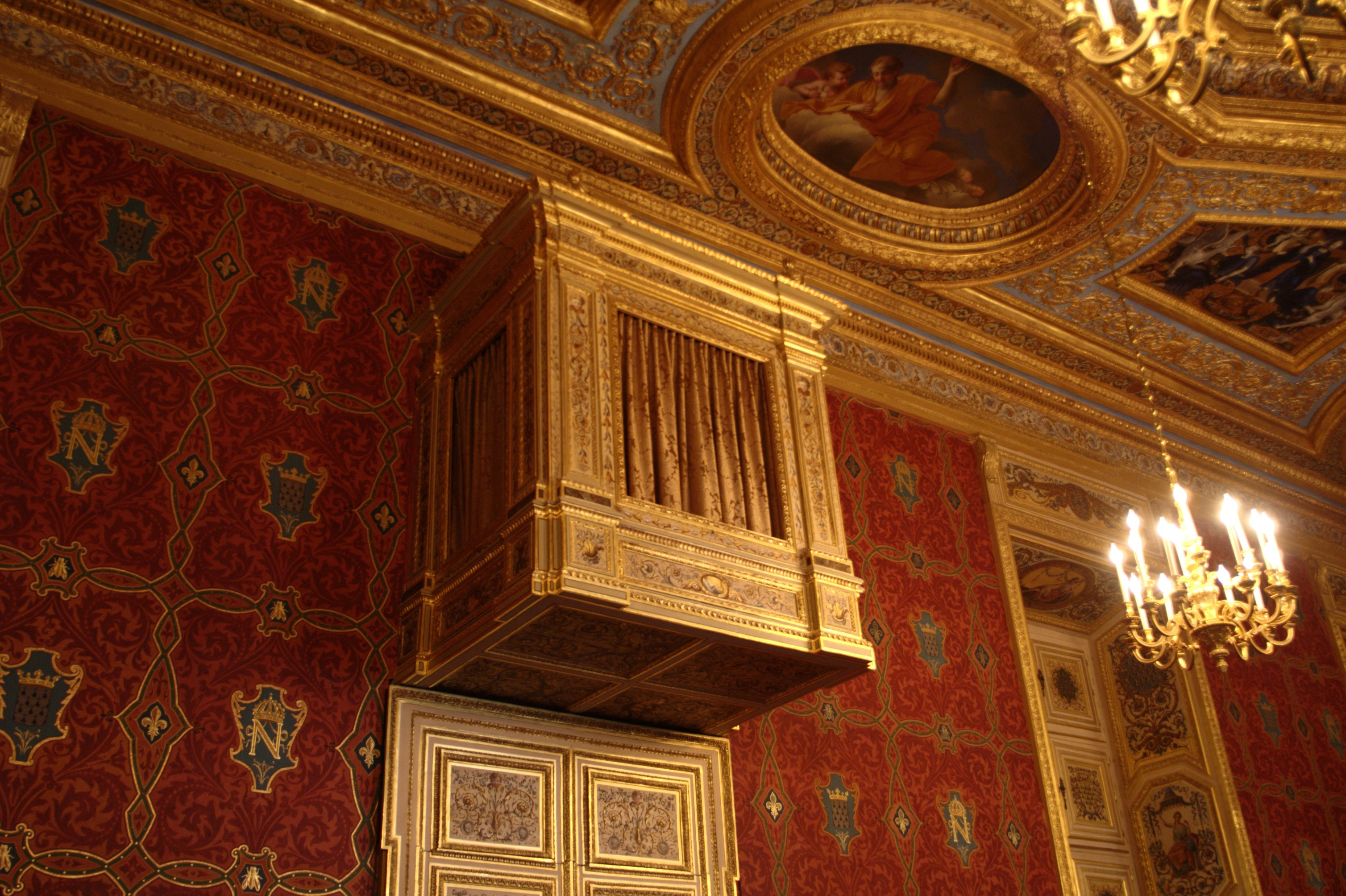
Grande loggia de la galerie orientale, destinée selon la légende à recevoir la reine Anne d'Autriche qui portait le titre symbolique de gouverneur de Bretagne.

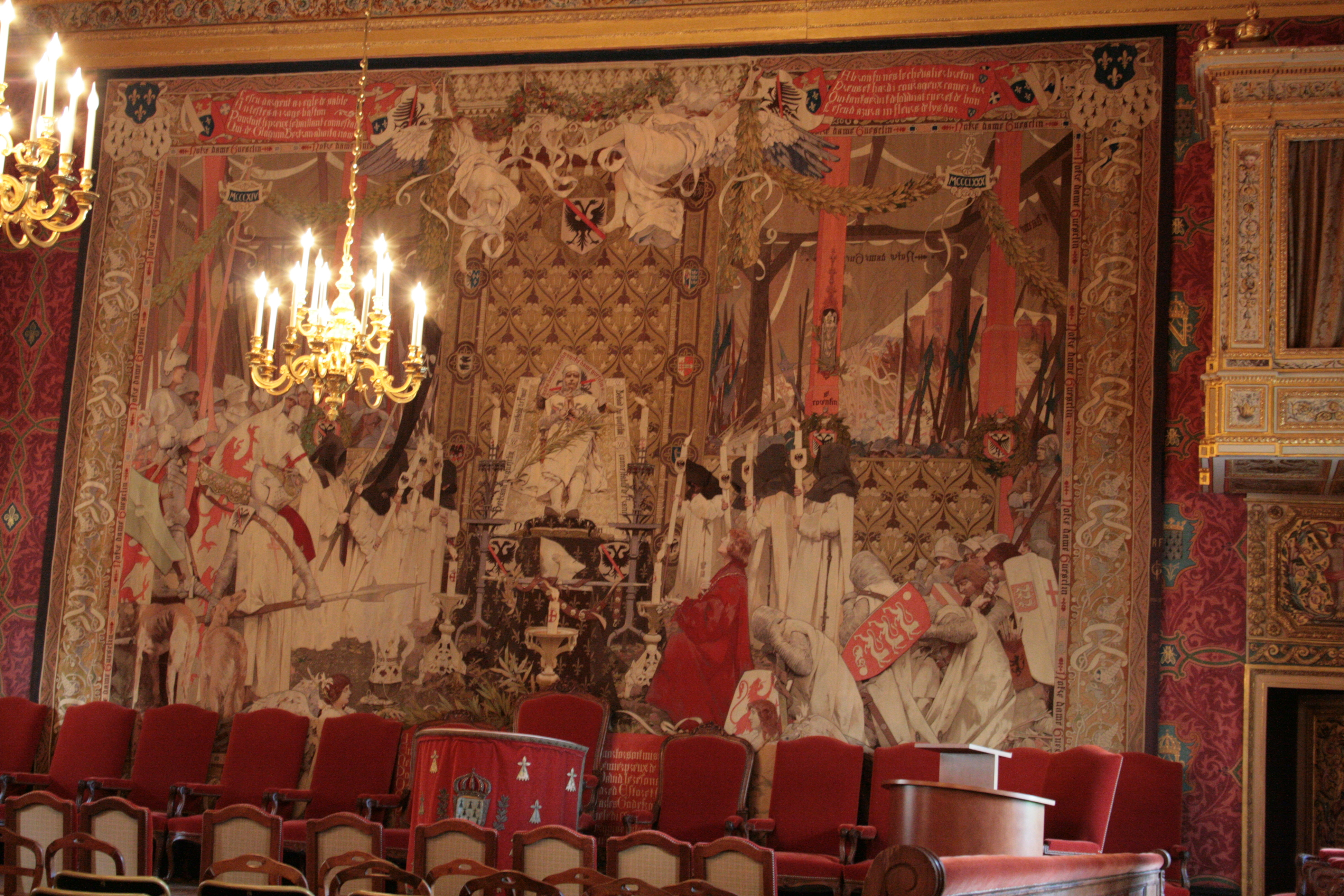
La mort de Duguesclin. Tapisserie des Gobelins

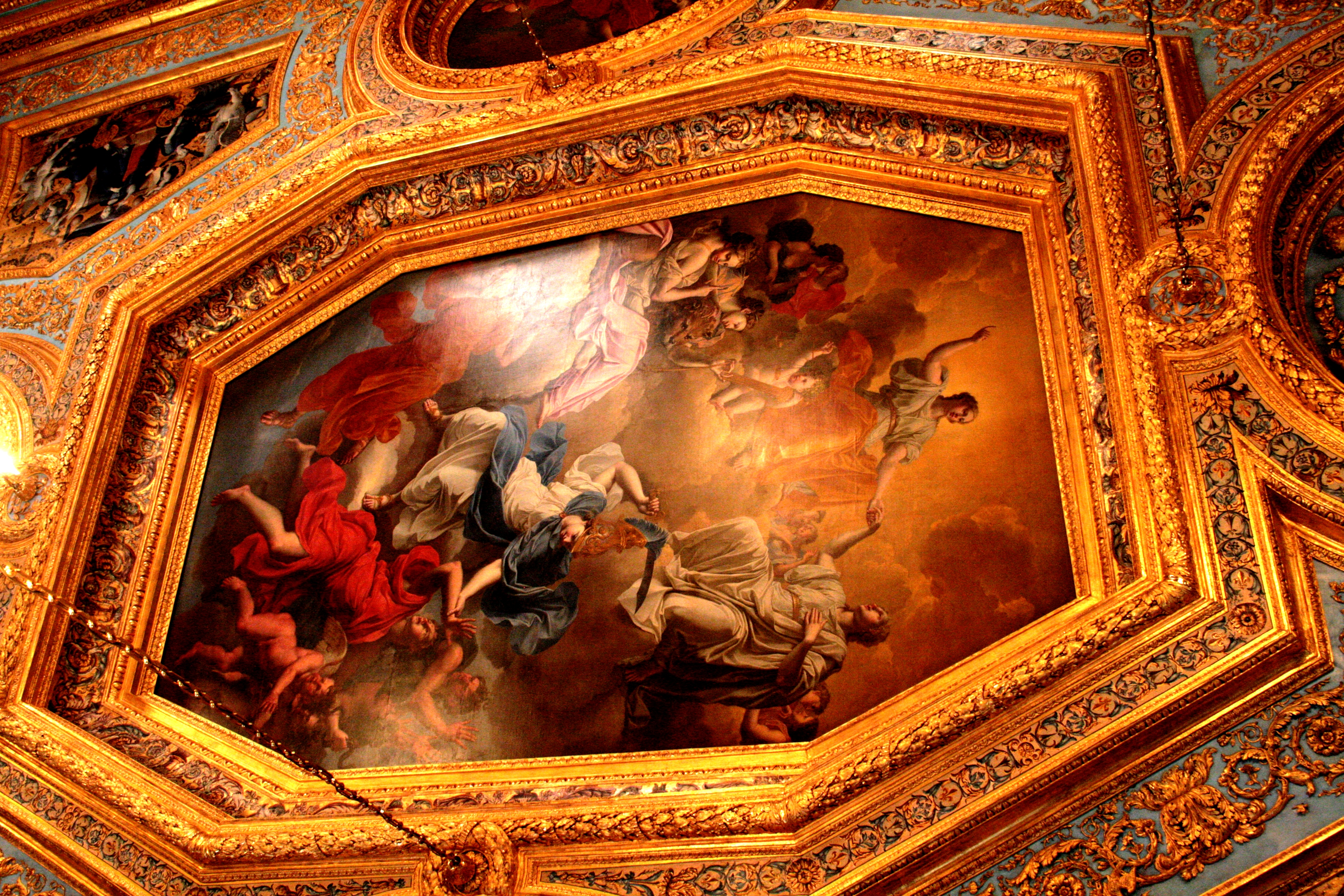
Noël Coypel, La Justice exterminant les vices

La Grand'Chambre est la pièce la mieux conservée du palais. Protégée de l'incendie par les autres salles, elle a en outre bénéficié de la protection d'un lit de briques réfractaires, situé entre le plafond et la charpente, installé lors d'une restauration par l'architecte Laloy au XIXe.
Le plafond à caissons (flotté de Paris jusqu'à Rennes lors de sa construction) et toutes les peintures le composant est conçu par Charles Errard en juin 1656 : il fournit des dessins pour l'ensemble du décor et des tapisseries. C'est Noël Coypel qui s'occupe de la réalisation de la totalité des peintures d'après les indications de Errard. Elles arrivent par bateaux à Rennes en 1662 et l'ensemble du plafond est achevé en 1665.
Le plafond est un ensemble de peintures organisées autour d'une œuvre hexagonale centrale : La Justice, ou Minerve. Quatre médaillons circulaires sur chaque coin du plafond (La Justice arrachant son masque à la Fraude, La Piété et la Foi du Serment, Minerve chassant la Calomnie, L'Autorité de la Loi) sont reliés par des caissons intermédiaires (La France protégeant la Justice et La Bretagne protégeant L'Innocence) sur le petit côté de la salle. Sur le grand côté, deux tableaux oblongs encadrent l'octogone central : La Sincérité et La Félicité publique. Entre ceux-ci et les médaillons, on trouve quatre tableaux trapézoïdaux mettant en scène la justice et peint sur bois en camaïeu sur fond d'or par Charles Errard. Le décor est un précieux témoignage des décors monumentaux officiels (hors châteaux et palais privés ou royaux) du XVIIe, les exemplaires parisiens ou autres ayant le plus souvent disparu.
Des loges ont été aménagées spécialement en cas de visites royales (mais ceux-ci ne les employèrent jamais). Sur les murs, une tapisserie représente une abeille et la lettre N, symboles de Napoléon III. Au fond de la salle, une unique tapisserie, rescapée de l'incendie de 1994, représente la mort du connétable Du Guesclin. En 1997, pour comble de malheur, l'incendie de l'atelier de restauration Bobin, où la moitié des tapisseries avait été envoyée, les anéantit complètement. La moitié préservée est pour l'heure conservée au Mobilier national. Il s'agissait d'un ensemble de tapisseries d'époque 1900, retraçant l'histoire de la Bretagne et réalisées d'après les cartons d'Édouard Toudouze et Auguste-François Gorguet par la manufacture des Gobelins. Les cartons ayant été retrouvés, il sera possible de retisser l'ensemble mais le carnet de commande de la manufacture des Gobelins est pour l'instant complet pour de nombreuses années.

##### Salle du conseil de la Grand’Chambre
La salle du conseil de la Grand’Chambre, devenue ensuite première chambre civile, comporte un plafond à compartimentage boisé et mouluré, réalisé par François Gillet et Pierre Dumesnil entre 1670 et 1679. Ce plafond est orné d'un ensemble de peintures magistral, réalisé à Paris à partir de 1694 par Jean-Baptiste Jouvenet. Au centre, figure le Triomphe de la Justice octogonal, encadré par quatre médaillons représentant l'Étude, la Connaissance, l'Équité et la Piété.

##### Salle des Enquêtes

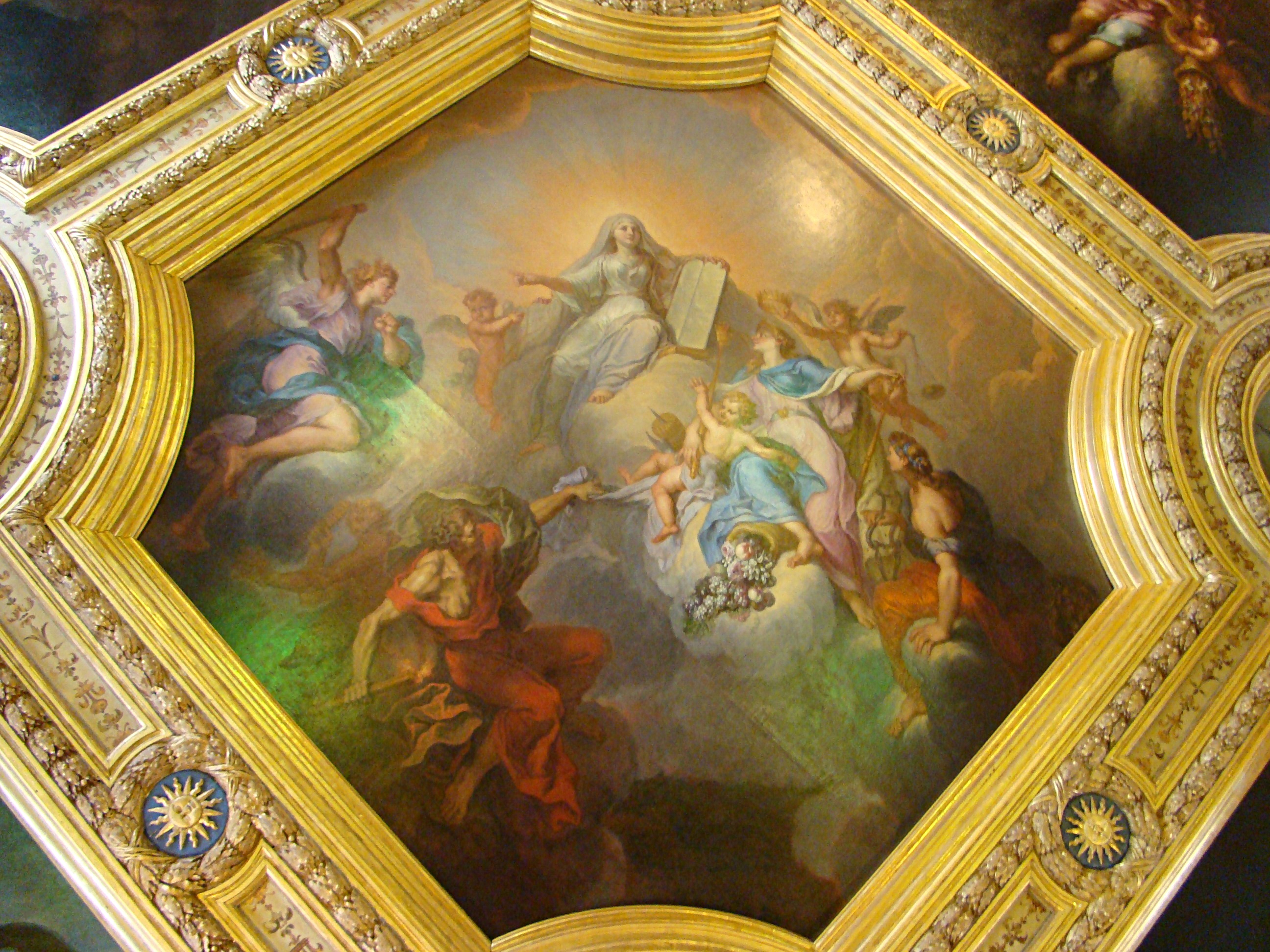
Le Triomphe de la Justice.

Elle fut tout d'abord la chambre des enquêtes devenue aujourd'hui la deuxième chambre civile de la cour d'appel. Le décor fut exécuté par Louis Ferdinand Elle le Jeune choisi par les parlementaires en 1706, bien que les menuiseries en place, exécutées par le menuisier Pierre Dumesnil et le sculpteur Français Gillet à partir de 1669, aient demandé au peintre une adaptation un peu complexe.
En forme de losange, l'œuvre centrale représente La Justice implorant la religion. À chaque coin de losange, on retrouve un attribut de la Justice peint dans des médaillons circulaires : la balance et le glaive, l'œil de la Justice, le faisceau de licteur et le livre de la loi. Les coins du plafonds sont ornés de quatre toiles figurant les vertus de la Justice (L'Abondance, La Religion, La Vérité et La Loi).
Cette salle possède une horloge du XVIIIe toujours en état de marche, mais arrêtée pendant les procès pour ne pas perturber l'audience. La cheminée est ornée d'un tableau représentant La Chalotais, procureur général du Parlement à la fin du XVIIIe siècle et défenseur des droits de la province de Bretagne contre le pouvoir royal.

##### Salle de la cour d’assises

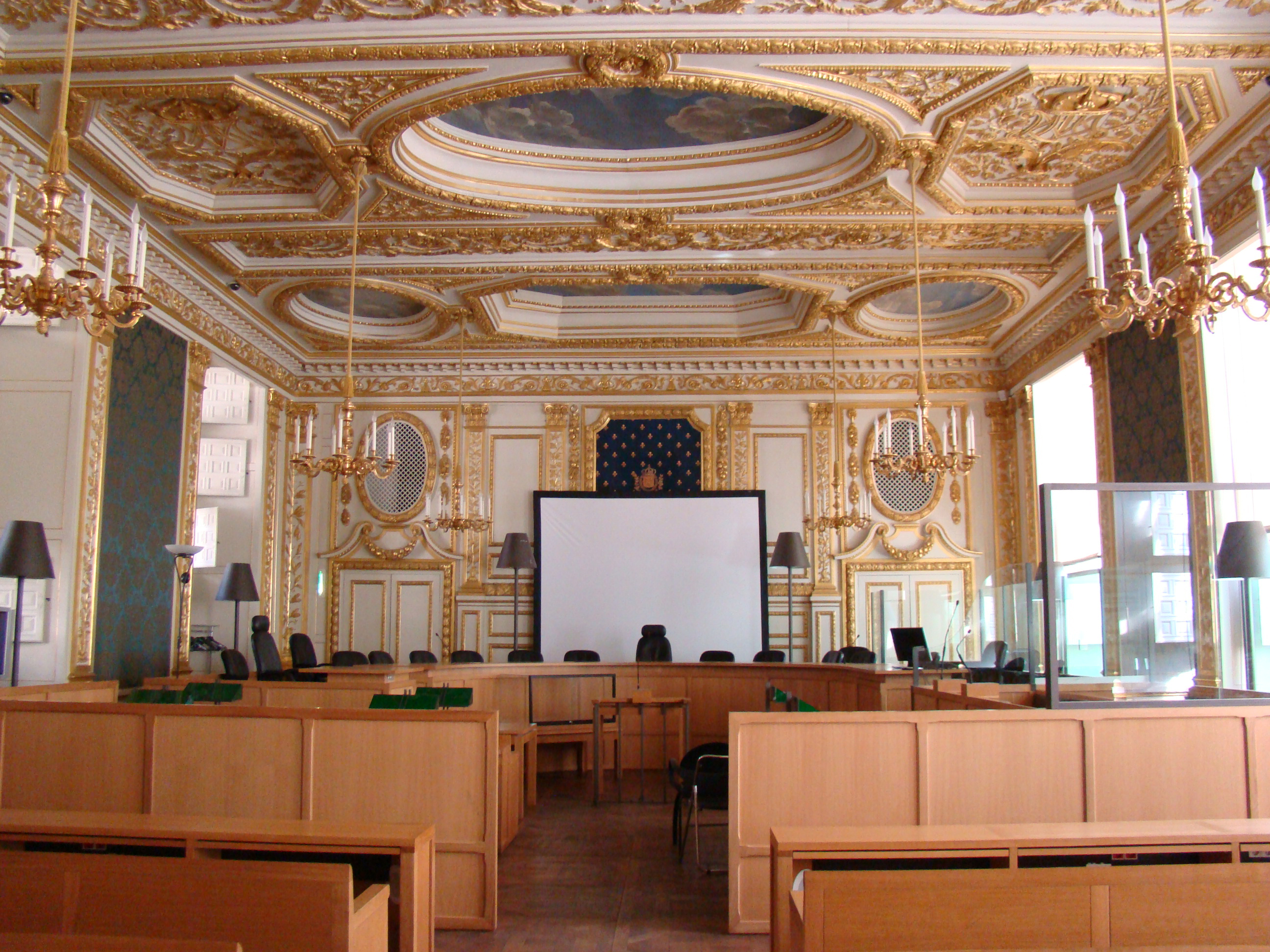
La cour d'Assises.

La salle de la cour d'assises est plus sobre que les précédentes. Les décorations du plafond représentent simplement un ciel parsemé de nuages. La salle a de plus été équipée pour répondre aux besoins de sa fonction actuelle : une vitre blindée protège l'emplacement de l'accusé.

##### Salle Félix-Armand Jobbé-Duval
La salle Félix-Armand Jobbé-Duval est actuellement la salle de réunion 102, mais elle fut l'ancienne chancellerie et le greffe des présentations du temps de Salomon de Brosse, puis la troisième chambre civile avant l'incendie. C'est la dernière salle à avoir été décorée par Félix-Armand Jobbé-Duval au milieu du XIXe. Cet artiste rennais se démarqua en peignant un triomphe de la vérité comme décoration centrale (ce qui est révélateur de l'influence des Lumières).
Sur chaque coin du plafond, un médaillon représente la Force, la Connaissance, la Prudence et l'Éloquence. Les médaillons sont reliés par des frises en camaïeu bleu sur treillis d'or et représentant des scènes en opposition : le Travail et l'Oisiveté entre la Connaissance et l'Éloquence, l'Aumône et l'Avarice entre la Force et la Connaissance, l'Union et la Discorde entre la Prudence et la Connaissance, le Savoir et l'Ignorance entre l'Éloquence et la prudence.

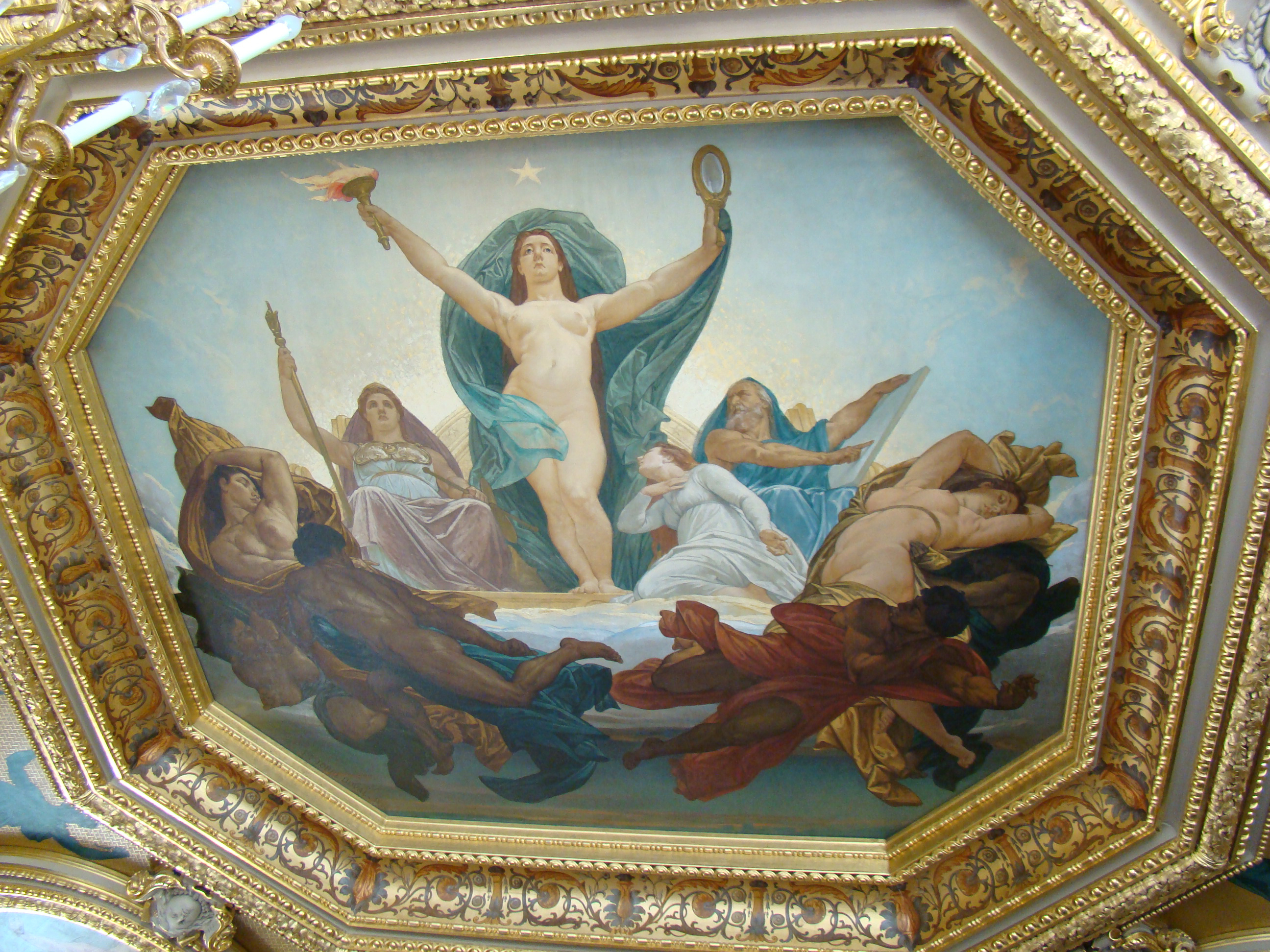
Le Triomphe de la vérité.
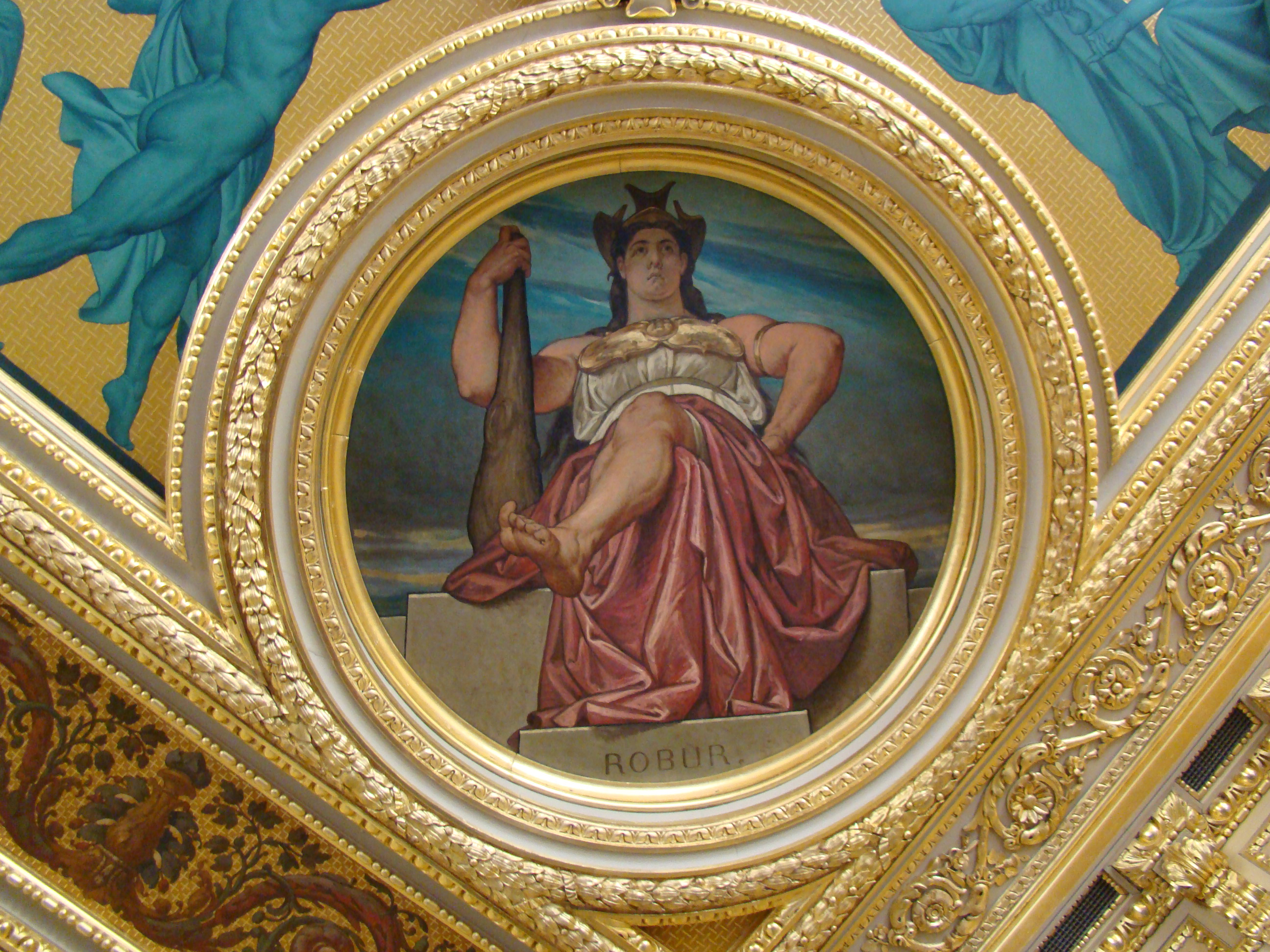
La Force.
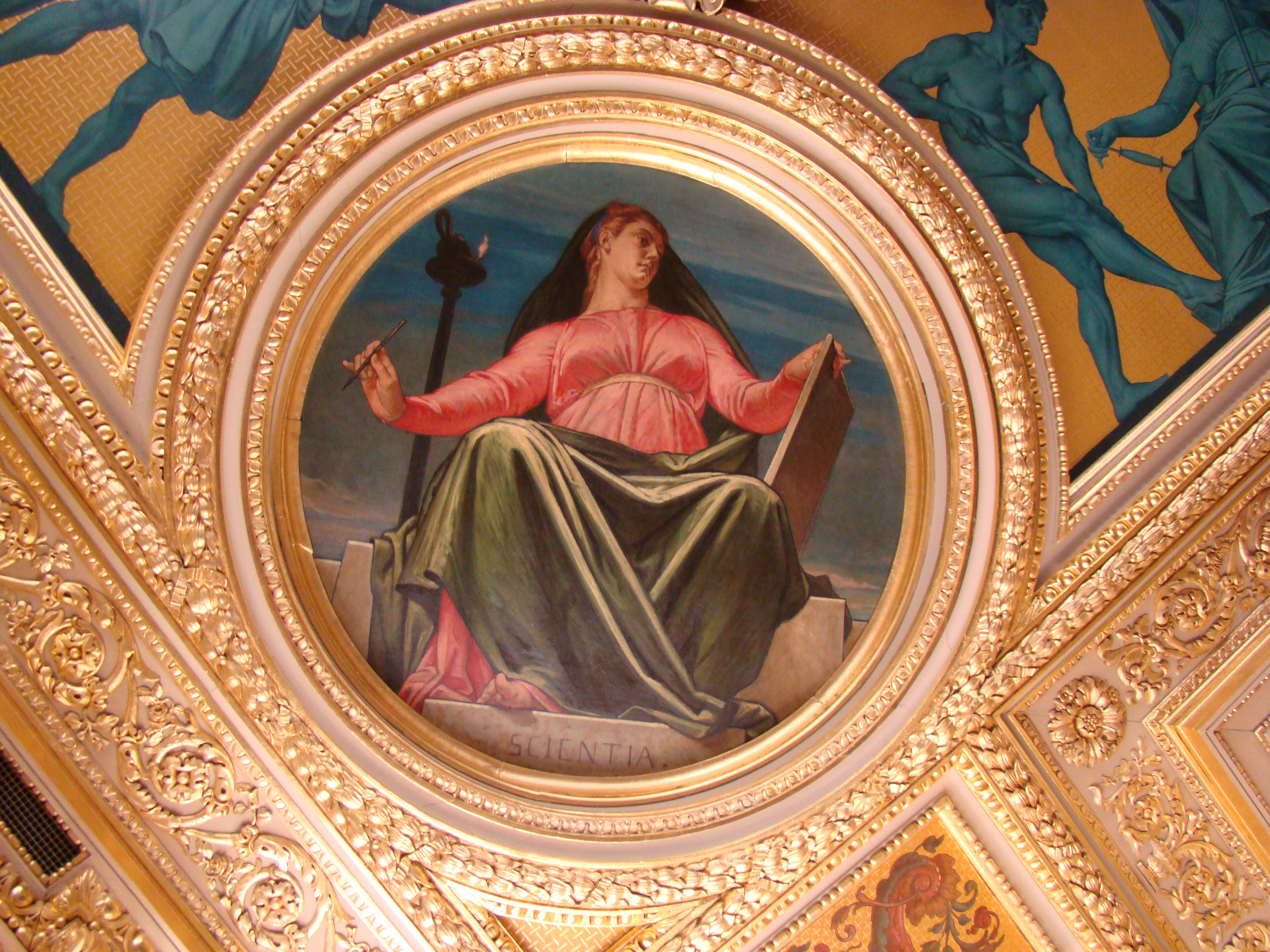
La Connaissance.
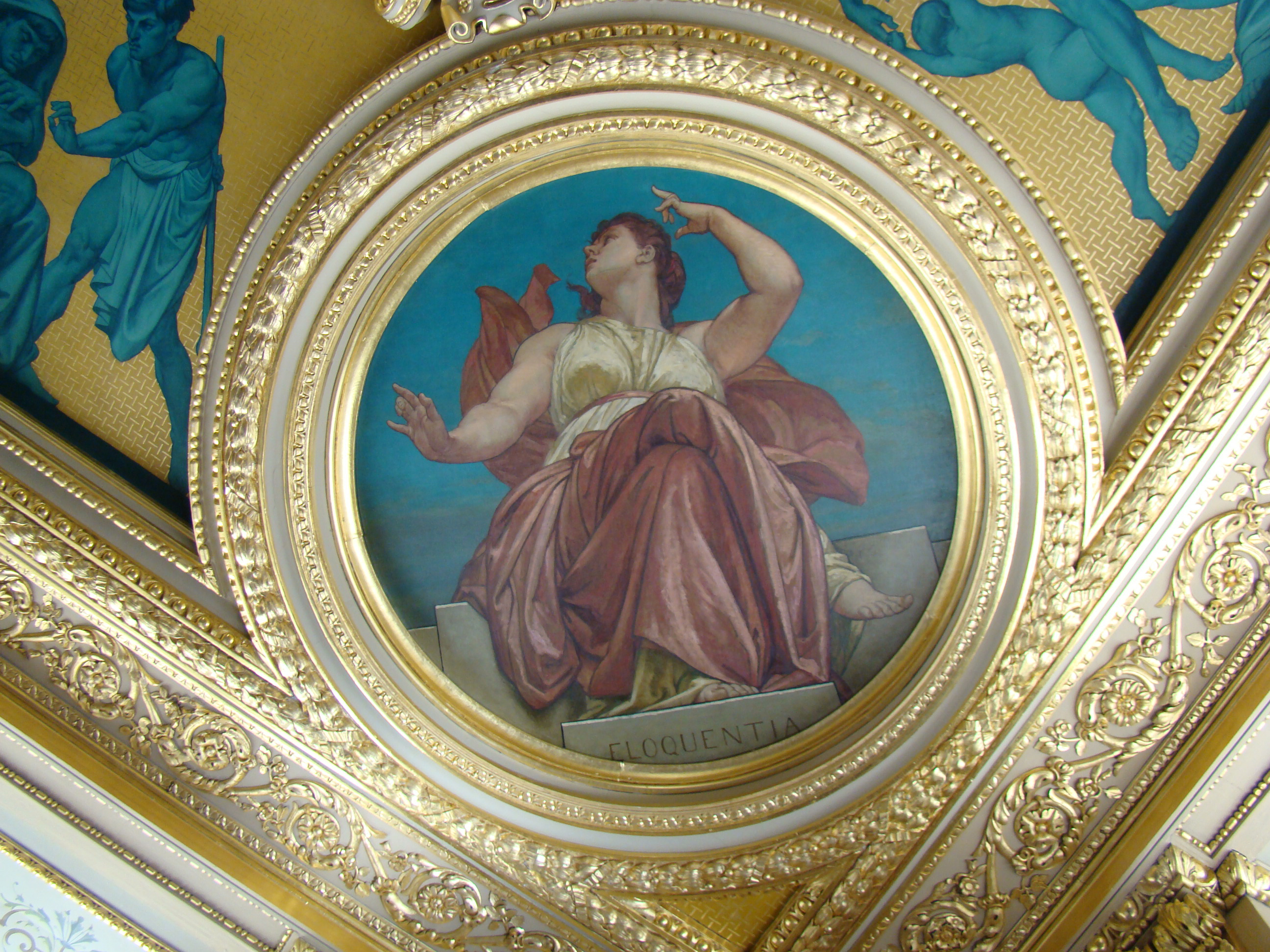
L'Éloquence.
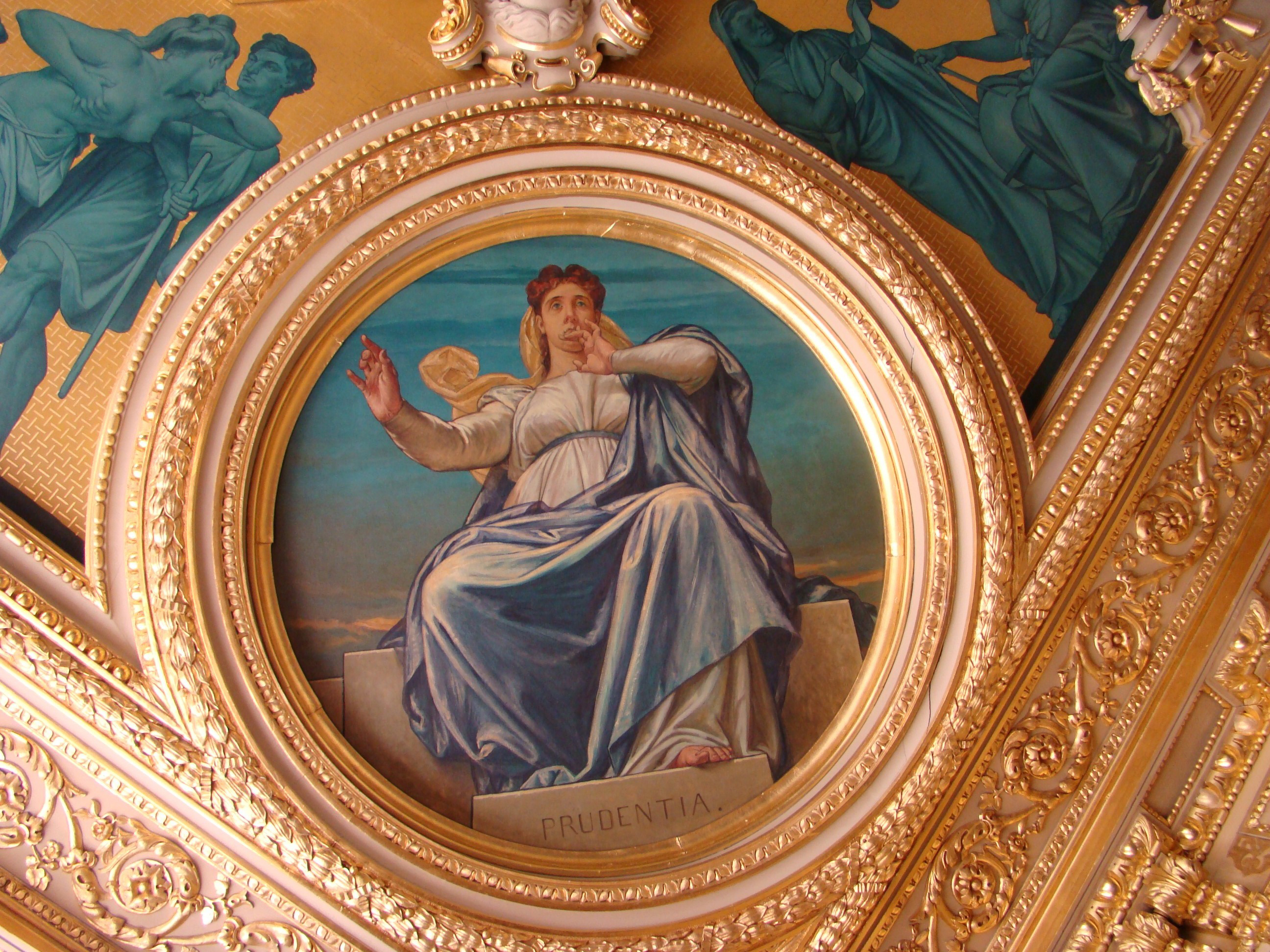
La Prudence.

### Mobilier monument historique

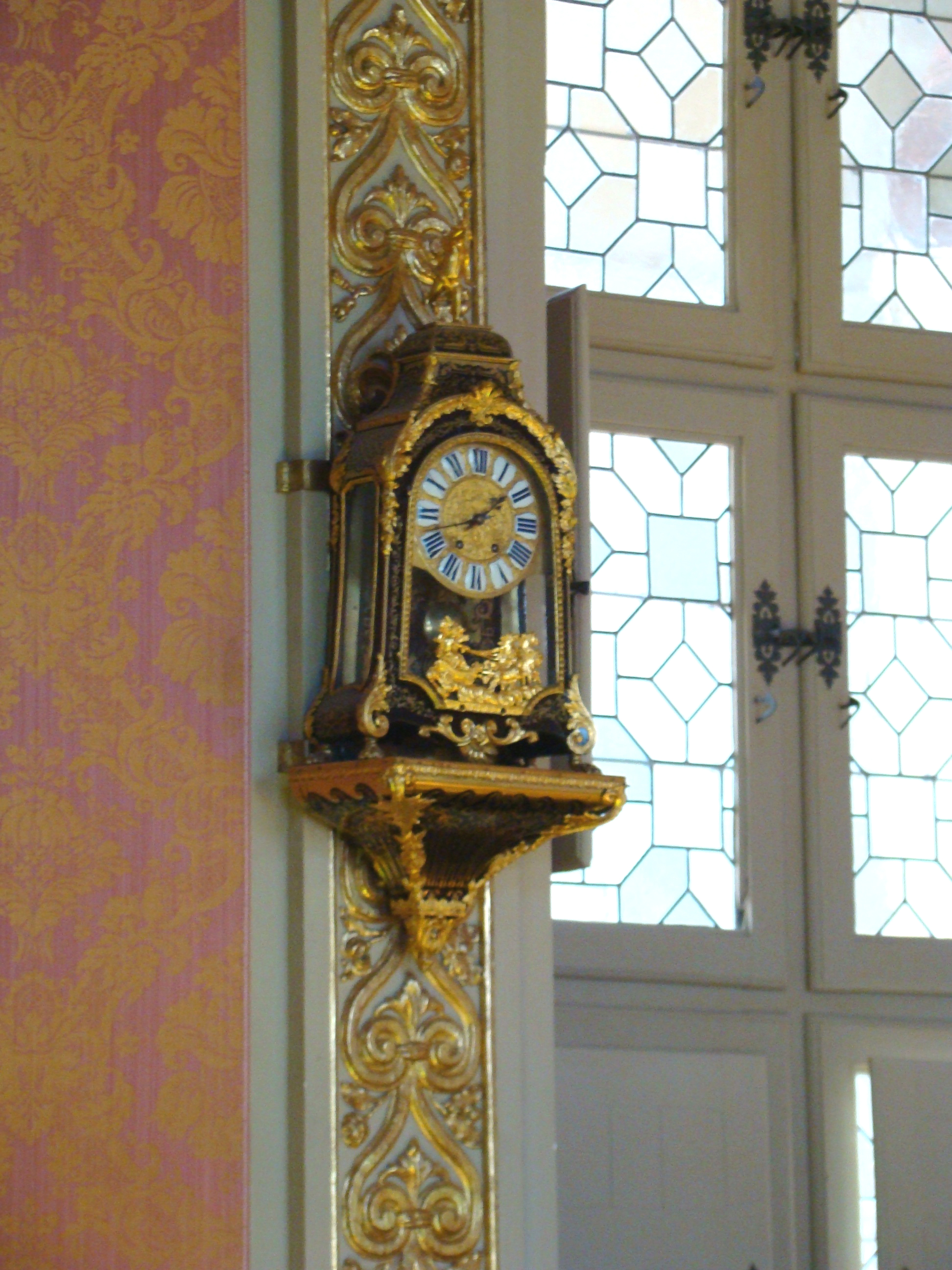
Horloge dans la cour d’appel.

Le Parlement a contenu quinze objets classés au titre des monuments historiques dont :
| Dénomination                                              | Époque      | Date de classement |
| --------------------------------------------------------- | ----------- | ------------------ |
| Le Christ en croix par Jean Jouvenet                      | ca. 1694    | 1905               |
| Louis XIV vénérant le Christ en croix de J. Chalette      | ca. 1675    | 1976               |
| glaive de justice                                         | début XVIIe | 1925               |
| glaive de justice                                         | début XVIIe | 1925               |
| pendule                                                   | XVIIIe      | 1925               |
| cartel                                                    | XVIIIe      | 1925               |
| pendule façon Boulle de Canche fils                       | XVIIIe      | 1942               |
| pendule façon Boulle, détruite en 1994                    | XVIIIe      | 1942               |
| cartel Baudin à Paris                                     | XVIIIe      | 1942               |
| pendule                                                   | XVIIIe      | 1942               |
| pendule façon Boulle, disparue                            | XVIIIe      | 1942               |
| pendule, détruite en 1994                                 | XVIIIe      | 1942               |
| pendule façon Boulle                                      | XVIIIe      | 1925               |
| console, détruite pendant l'incendie de 1994              | XVIIIe      | 1925               |
| armoire-bibliothèque, détruite pendant l'incendie de 1994 | XVIIIe      | 1925               |

Au moins quatre objets ont été détruits par l’incendie de 1994.

## Tourisme et culture

### Fréquentation
La visite du Palais du Parlement de Bretagne se fait sur réservation à l'office de tourisme de Rennes. Le Palais est le cinquième site touristique de Rennes avec plus de 30 000 visites en 2003.

### Association régionale pour l'animation du Parlement de Bretagne
À la suite de l’incendie du palais du Parlement de Bretagne puis de son importante restauration, un mouvement d’opinion a généré une forte demande d’ouverture de l’édifice, siège de la cour d’appel de Rennes. L’attention des élus comme l’évolution des esprits ont été à l’origine de la création en 1999 de l’Association Régionale pour l’Animation du Parlement de Bretagne habituellement désignée sous le nom de l’Arap.
Centrée sur une politique de communication, liée aux collectivités territoriales par une convention de partenariat cosignée par les chefs de cour, l’association s’est fixé un double but :
- faciliter l’accès du public au Parlement et organiser l’animation culturelle du bâtiment ;
- faire connaître l’institution judiciaire, son fonctionnement et ses enjeux par des manifestations éducatives, rencontres et débats.

### Impact culturel
Plusieurs chansons évoquent l'incendie du palais du Parlement de Bretagne : Alan Stivell dans la chanson Parlamant Lament de son album Brian Boru ; le groupe Red Cardell lui consacre le titre Parliament sur son album Douleur en 1996, repris dans La Scène (2002) et Le Banquet de Cristal (2008).
Deux timbres-poste émis par la France représentent la façade du parlement :
- Un timbre du 9 juin 1962 (retiré le 26 janvier 1963) à l’occasion du XXXVe congrès philatélique dessiné par Charles Mazelin, valant 0,30 franc, de couleurs noire-bleu-gris-vert et légendé « Palais de justice de Rennes » ;
- Un timbre du 27 mars 2000 (retiré le 13 octobre 2000) valant trois francs (tarif ordinaire de l’époque) dessiné par Louis Briat représentant le parlement derrière un arc-en-ciel sur fond orange.

### Concours de plaidoirie
Le Parlement accueille depuis 2001 la finale du concours de plaidoirie organisé par l'association Lysias de la Faculté de Droit et de Science Politique de l'Université de Rennes 1.

### Au cinéma
Le Parlement a été utilisé comme décor dans le film L'Homme qu'on aimait trop (2014) d'André Téchiné.

### Expositions
Du 3 octobre 2022 au 4 novembre 2022, exposition  « Dans la peau du bourreau : Anatole Deibler (1863-1939) ».